# 藏族
藏族，是主要生活在青藏高原上、使用藏语的民族，自称“博巴”（藏語：བོད་པ་，威利转写：bod pa，藏语拼音：Pöba）。主要分布在中华人民共和国境内的西藏、四川、青海、甘肃、云南的五省藏区，境内人口超过650万余人。在尼泊尔、印度（主要集中于喜马偕尔邦的达兰萨拉、锡金邦和拉達克等地）、不丹、巴基斯坦（巴爾蒂人）等青藏高原周边国家亦有分布；另有从中国境内移民出境的藏族及其后代近20万，即海外藏人。7世纪，松赞干布统一青藏高原，建立吐蕃帝國。公元11、12世纪，藏民族開始逐渐形成。藏族使用藏语，通用藏文。主要从事畜牧业、农业。主要信奉藏传佛教，宗教气氛浓厚。傳統服裝為藏服，又以藏袍為主。以糌粑为主食，多吃牛羊肉，喜饮酥油茶、青稞酒。牧区多住帐篷，城镇多住碉房。多行天葬。藏历新年为重要节日。藏族文化悠久、灿烂而独特，文献众多，藏医药、藏历、歌舞、唐卡、金铜佛像等都独具特色。史诗《格萨尔王传》、热贡艺术、藏戏入选人类非物质文化遗产代表名录。

## 族称

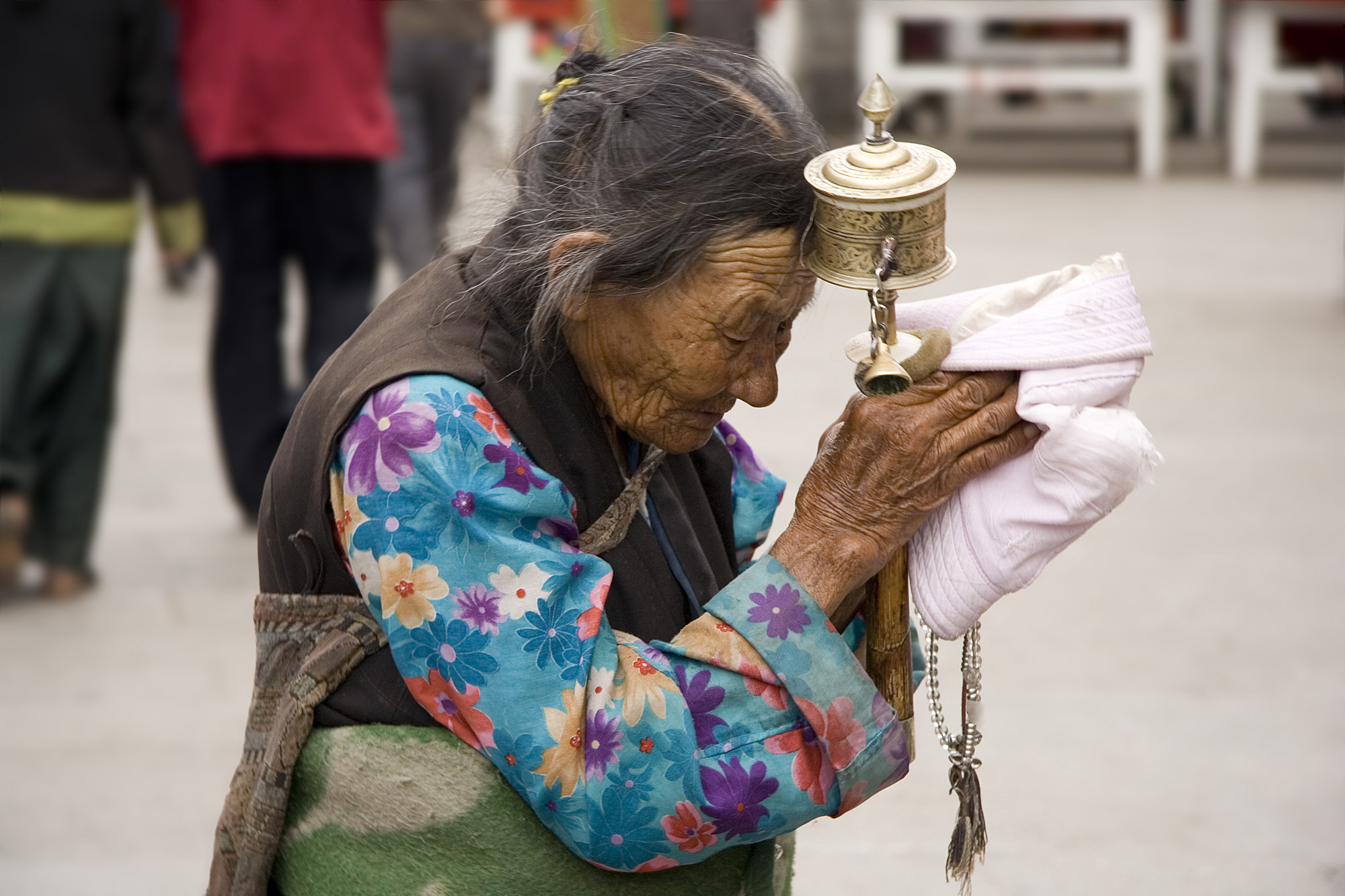
一位在拉萨八廓街上转经的老年藏族女性

### 自称
在藏语中，称藏区为“博”（藏語：བོད་，威利转写：bod，藏语拼音：Pö），称藏人为“博巴”（藏語：བོད་པ་，威利转写：bod pa，藏语拼音：Pöba）。此外，不同地区的藏民又有不同的自称：阿里地区自称“堆巴”，后藏自称“藏巴”，前藏自称“卫巴”，康区自称“康巴”，安多地区自称“安多哇”。:4、5

### 他称
汉族地区多以“藏”为词根。在藏语中，“藏”本是满盈、纯净、清澈的意思，后来用来指称雅鲁藏布江（“藏曲”），再后来又引申指雅鲁藏布江的发源地——以日喀则为中心的后藏地区。康熙年间，汉语文言文文献开始用“藏”或“西藏”来指称包含整个青藏高原在内的地区，并根据地名，将居住于“藏”的民族称为“藏人”“藏民”等，19世紀末開始用「藏族」一詞做為藏民族的稱呼。
此外，根据藏语中对藏区的称呼“博”和对藏人的称呼“博巴”，汉文文献中也称藏人为“番族”“番人”“濮”“番巴”“博巴”“百巴”“北发”“发羌”等。
唐代称当时藏地的政权为“吐蕃”。“吐”在藏语中指“上方”“高处”。“吐蕃”即“生活在高处的蕃人”，最初是西藏高原周边地区的藏族先民对雅鲁藏布江流域的蕃人的称呼，在被蕃人部族征服后仍保留了这一说法。蒙古语采用这一称呼，蒙语音译为“土伯特”或“图白忒”，清初时满语则使用从“唐兀”而来的称呼“唐古特”（穆麟德轉寫：tanggūt，“特”为复数词缀）称呼藏人。西方语言对藏区、藏人的称呼，也多译自此类，如英语中称西藏为，俄语作。

### 特殊支系
传统意义的卫藏、安多和康三大藏区之外，还有其他独立的支系，从语言、习俗和服饰等很多方面而言，这些特殊的支系都与三大藏区有所不同，他们分别是工布藏族、嘉绒藏族、白马藏族、普米藏族、尔苏藏族、木雅藏族、华锐藏族、纳木依藏族、卓仓藏族、门巴藏族和夏尔巴人等。

## 发展脉络

### 族源
藏族民间有关其民族起源的传说中，流传最广、居于主导地位的是猕猴与罗刹女交配繁衍藏人的传说。有学者猜测，“罗刹女”指的是藏地土著，“猕猴”指来自横断山区的种群，二者结合的传说隐喻远古时期两地氏族之间的联姻。
藏族的基因有94%來自現代人種，6%來自已滅絕的人種丹尼索瓦人。其現代人種的基因中，有82%與東亞人種相似，11%與中亞人種相似，6%與南亞人種相似。根據藏族特有的基因，藏族父系Y染色体有近50%为人类最早走出亚洲Y染色体D1下的分支D1a1。藏族祖先距今62,000-38,000年前就來到青藏高原。关于藏族的族源，历史上存在多种“外来说”。考古发掘则表明，在距今39,000-31,000年前，青藏高原上就有原始人类居住。昌都卡若遗址和拉萨曲贡遗址分别是藏东地区和西藏腹地新石器时代文化的典型代表。现代研究多认为，藏区的种族和文化，是以藏区本地的土著居民和自黄河上游甘青地区南下的氐羌部落为主体融合而成。另一部分古羌人向东发展，参与了汉民族的形成，即汉文文献中的西羌部落；一部分南迁云贵高原及东南亚，发展为藏缅语族各民族；留在青藏高原的部族，逐渐发展为今天的藏族。:11、12
藏民族，是吐蕃王朝灭亡后通过吐蕃部落在原吐蕃王朝征服地域（青藏高原范围），尤其是甘青及川西高原地区与原吐蕃王朝征服的各族居民經過长达几个世纪的相互杂处、共同生活及血缘上的彼此混同，尤其是通过“后弘期”藏传佛教在整个青藏高原地区的广泛传播和普及之后而最终形成的。

### 吐蕃時期

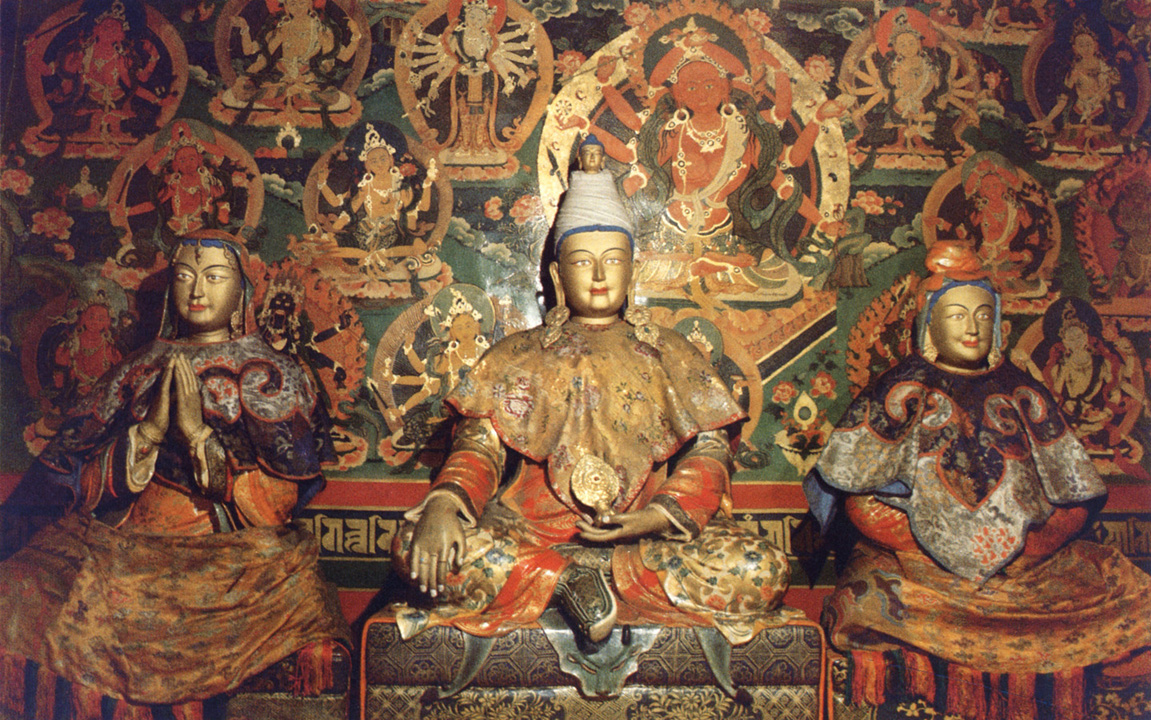
尺尊公主（左）松赞干布（中）、文成公主（右）

进入文明时代后，藏地出现了大量小部落，有44小王、12小邦之说。经过长期的战争，最终，由兴起于雅隆河谷的悉补野（སྤུ་རྒྱལ་）部在7世纪上半叶统一了青藏高原。
完成统一大业的是悉补野部第33代赞普松赞干布。他迁都逻些，建立吐蕃王朝，颁行法典，迎娶文成公主和尺尊公主，命人创制藏文，对藏民族今后的发展产生了极其重要的影响。
8世纪下半叶，赤松德赞在位期间，吐蕃走向鼎盛时代，法令与制度趋于完备，从外传入的佛教得到大力弘扬。版图的扩张也在这一时期达到巅峰，尽占唐朝西北的河西、陇右，并最终攻陷安西四镇和西州，雄踞中亚。
吐蕃政权与中原唐王朝有着极为密切的交往关系，之间有过松赞干布与文成公主、赤德祖赞与金城公主的两次和亲，包括清水会盟、长庆会盟等在内的十次会盟，为争夺吐谷浑、西域、河西走廊、南诏等地而发生的百余场战事，以及大量的边境贸易、使节来往和宗教交流。:6-7、22-24、31-32

### 分裂时期
9世纪中叶，吐蕃王朝覆灭。此后400年间，藏族地区出现了众多大大小小的割据政权，始终未能统一。朗達瑪被刺殺以後，他的兩個兒子维松与雲丹争夺王位而相互争战，由此引起的內戰陸續擴及全國，再加上庶民造反，西藏終於陷入四分五裂的狀態。內戰中，整個西藏形成許多互不相屬的小國，其中维松之子贝考赞死于農民暴动中，贝考赞之子吉德尼玛衮见大势已去，便率领部下逃亡到阿里地区，娶当地头人的女儿为妻，于公元10世纪末建立政权古格王朝。雲丹的後裔佔據拉薩一帶，形成拉薩王系。此外，在這些小國中比較強大的是唃廝囉國（宗喀國）。宗喀國曾經很強大，並與同樣是藏族祖先羌族的另一分支的西夏項長期交戰。877年，吐蕃王朝解体，形成许多大小不等的割据势力。
佛教在这一时期迎来复兴，并发展出各种派系。各派系与政治势力相互结合，出现了政教合一的倾向。:7

### 各教派統治時期
1246年，萨迦派领袖萨迦·班智达赴凉州，与蒙古帝国阔端太子会晤，商定藏地纳入蒙古帝国版图，行政事务归蒙古管辖；藏传佛教可在蒙古传播，蒙古王室皈依藏传佛教，宗教事务归萨迦派领袖管理。
元朝时期，在中央，封萨迦派领袖为帝师，并设置宣政院，负责管理全国佛教事务和藏区军民事务；在藏区，驻扎军队(派宗王出鎮)，设置驿站，划分十三万户。在此基础上，八思巴建立了隶属于元朝的政教合一的自治政权——萨迦政权，对藏区进行统治。14世纪下半叶，萨迦政权的地位为帕木竹巴政权所替代。:77
明朝建立後，亦承认帕竹政权，并对各有实权的势力进行籠絡。关于明朝与藏区之关系，不同学者有着不同的看法。这一时期，宗喀巴推行宗教改革，格鲁派兴起并传入蒙古，达赖喇嘛、班禅额尔德尼活佛转世制度确立，影响深远。

### 清治時期
清朝鉴于格鲁派势力的壮大及其在蒙古地区的影响力，确立了扶持格鲁派的政策，册封达赖喇嘛和班禅额尔德尼。清政府多次在藏区用兵，并设置驻藏大臣，颁布《西藏善后章程》，整顿西藏政治体制。:7-8

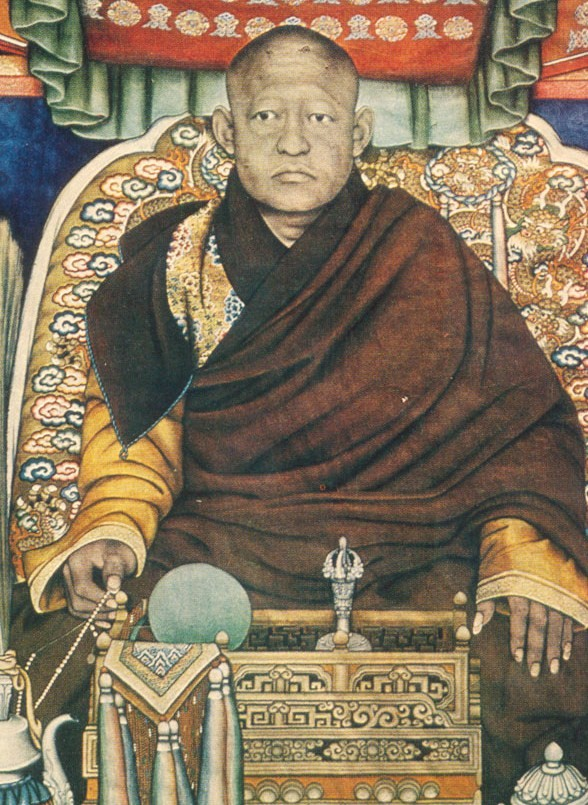
第八世哲布尊丹巴呼圖克圖，1911-1924年最后一任蒙古大汗（外蒙古博克多汗国皇帝），出生于西藏的藏人

### 近现代
近代以来，西方势力渗透西藏。英国于清末入侵西藏，并与清政府签订《中英续订藏印条约》。
辛亥革命爆发后，中国各地陷入连年军阀混战，第十三世达赖喇嘛领导的噶厦宣布西藏独立，并驱逐了原清军。1914年，藏区高层与英国政府签订《西姆拉条约》，划定“麦克马洪线”。中华民国国民政府建立后，设置蒙藏委员会，在南京设立西藏驻京办事处。在藏区，则发生了热振事件及驅逐國府職員的事件。
1951年，中华人民共和国政府与西藏噶厦政府签订《十七条协议》，西藏結束其獨立狀態，納入中华人民共和国統治。
1959年，第十四世达赖喇嘛流亡印度，在印度喜马偕尔邦的达兰萨拉成立西藏流亡政府，後改称“藏人行政中央”。
1965年，西藏自治区成立。:8-9

## 人口分布

### 地理区划
藏族常用到的地理区划概念有“阿里”“卫”“藏”“安多”“康”等：
- “阿里”（མངའ་རིས་），又译“纳里速古鲁孙”“俄力思”，又称“堆”（སྟོད་，指高处），大致相当于今天的西藏阿里地区。
- “卫”（དབུས་），又译“乌斯藏”“乌思”，汉称前藏，指以拉萨为中心的地区，大致相当于今天的西藏拉萨市、林芝市、山南市大部和昌都市大部。
- “藏”（གཙང་），汉称后藏，指以日喀则为中心的地区，大致相当于今天的西藏日喀则市。
- “安多”（ཨ་མདོ་），大致相当于今天的青海大部分藏区、甘肃南部藏区和四川阿坝州北部。
- “康”（ཁམས་），又译“喀木”，大致相当于今天的西藏昌都市局部、青海玉树州、四川甘孜州和云南迪庆州。

藏族传统上将藏区分为三个部分，其中又有两种分法：
- 阿里、卫藏和多康，又有“阿里三围、卫藏四茹、多康六岗”的说法。此处的“阿里”包括现在的阿里地区和藏北羌塘草原。[11]:22-27
- 卫藏（包括阿里和羌塘）、安多和康区，又有“卫藏法域、安多马域、康人域”的说法。[12]:5

### 中华人民共和国
| 时间                 | 人口/万（精确到小数点后两位） |
| -------------------- | ----------------------------- |
| 1953年第一次人口普查 | 277.56                        |
| 1964年第二次人口普查 | 250.12                        |
| 1990年第四次人口普查 | 459.33                        |
| 2000年第五次人口普查 | 541.60                        |
| 2010年第六次人口普查 | 628.22                        |
| 2020年第七次人口普查 | 706.07                        |

根据中华人民共和国第六次全国人口普查（2010年），全国共有藏族6,282,187人：
- 西藏自治区2,716,388人（43.24%），四川省1,496,524人（23.82%），青海省1,375,059人（21.89%），甘肃省488,359人（7.77%），云南省142,257人（2.26%）。以上五个世居省区合计6,218,587人（98.99%）。
  - 藏族在全国占总人口的0.47%（第9）。在西藏占总人口的90.48%（第1）。在青海占总人口的24.44%（第2）。在四川占总人口的1.86%（第3）。在甘肃占总人口的1.91%（第4）。在云南占总人口的0.31%（第15）。
- 男性3,155,625人，女性3,126,562人，性别比1.01。
- 315,622人（5.0%）居住于城市，923,177人（14.7%）居住于镇，5,043,388人（80.3%）居住于乡村。
- 另有4300名现役军人。

#### 聚居区域
藏族建立的民族自治地方有一区、十州、两县:33：
- 西藏自治区
- 青海省：海北藏族自治州、海南藏族自治州、黄南藏族自治州、果洛藏族自治州、玉树藏族自治州、海西蒙古族藏族自治州
- 四川省：阿坝藏族羌族自治州、甘孜藏族自治州、木里藏族自治县
- 甘肃省：甘南藏族自治州、天祝藏族自治县
- 云南省：迪庆藏族自治州

### 移民
约占藏人人口3%的原先世代居住于中国境内的藏族，因为各种原因，移民至中国境外长期定居。中华人民共和国将这些人称为“藏胞”或“藏族侨胞”。1959年，十四世达赖喇嘛流亡印度，随之移民境外的藏族约有8万人，成为藏族移民的主体。2009年，《国际西藏邮报》发布西藏流亡政府人口普查统计结果，显示中国境外藏族人口为127,935人。而据中华人民共和国学者估计，2010年前后，中国境外藏族人口为17万（一说20万），其中印度11万人，尼泊尔有3万多人，美国有2万人左右，瑞士、加拿大各有4000人左右。:259根據中華民國文化部蒙藏文化中心的統計資料，2020年臺灣藏族人口有635人。在香港，也有一些藏人散居，主要是為了傳揚藏傳佛教而來港居留。

## 经济生产

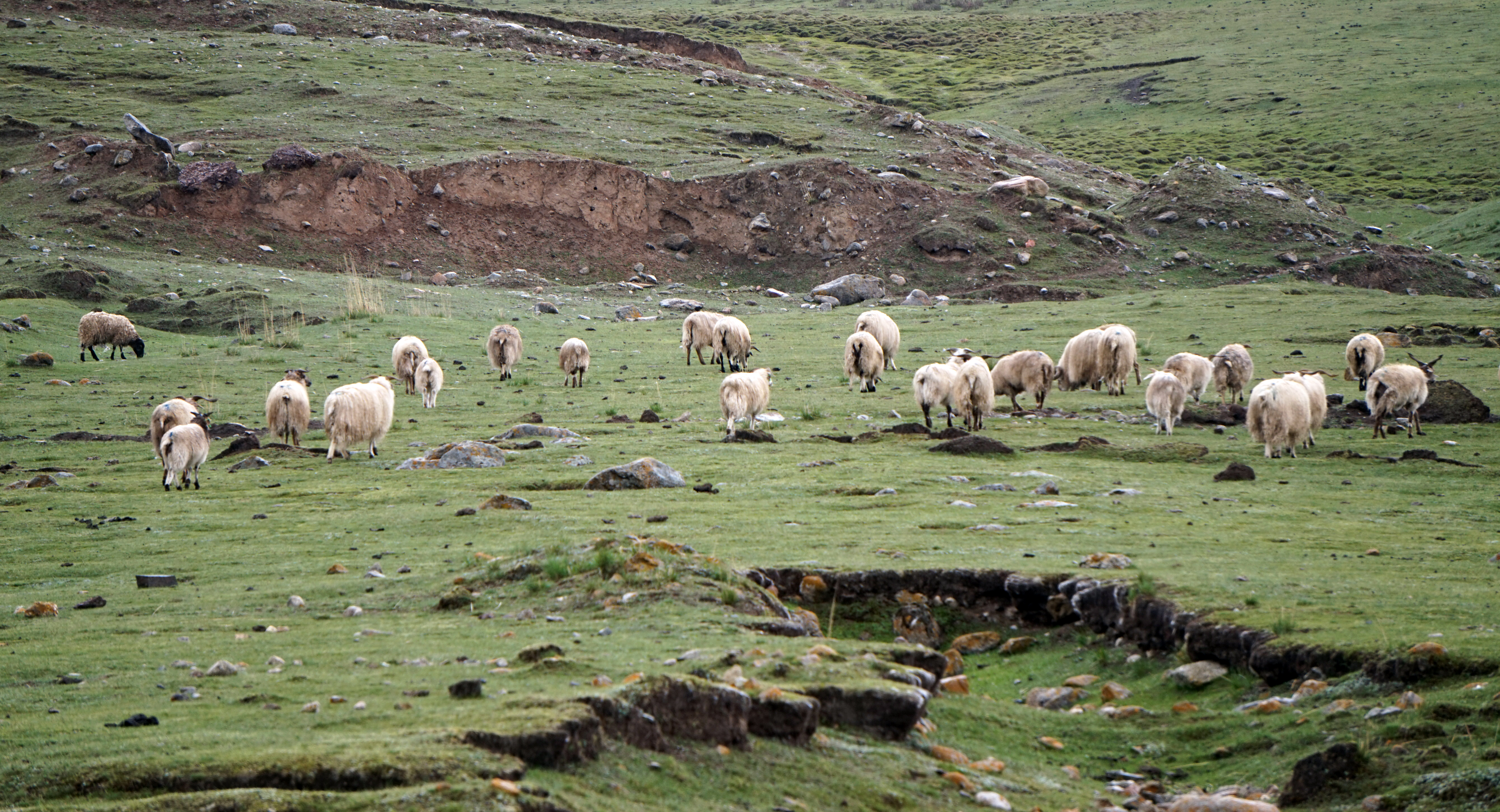
青藏高原上的羊群

青藏高原上耕地资源匮乏，所以在藏族的传统经济中，畜牧业占有最重要的地位，人们的生产围绕牛羊的放牧、打毛、挤奶、拾粪展开。虽然局部地区也有农业和狩猎，但都还是要依赖于畜牧业的支撑。受高寒气候影响，青藏高原上草类生长慢，且难以割草贮存，因而藏族的传统牧业至今仍以游牧为主，尚未实现定居。在畜种方面，高山草甸草场多牦牛，高原宽谷草原多绵羊，海拔较低的地区还有黄牛和犏牛。
在河谷平原，人们也开展一些农业生产活动。在高原上，多种植青稞、小麦、豌豆、马铃薯、油菜等作物。在藏东南的低海拔地区，则有水稻、玉米、鸡爪谷和蔬菜的种植。
手工业是传统的三大产业之一。传统的手工业多属于个体方式，作为家庭生产的副业开展，规模较小，专业工匠比例不高。近年来才逐渐出现了规模化的生产。
藏族的传统生产活动大多滞留在封闭的家庭自给自足中，因而商业发展并不发达。每年秋季，农牧产品收获后，牧民会携带食盐、酥油和畜牧产品到农区交换粮食、茶叶和生产生活用品，采取以物易物的形式，以青稞作为货币等价物。在此基础上，也有一些商人在农区和牧区之间开展交易活动。康巴人尤其以善于经商著称。也有一些藏族商人前往尼泊爾進行貿易(食鹽交換稻米)。:35-39

## 社会文化

### 语言文字

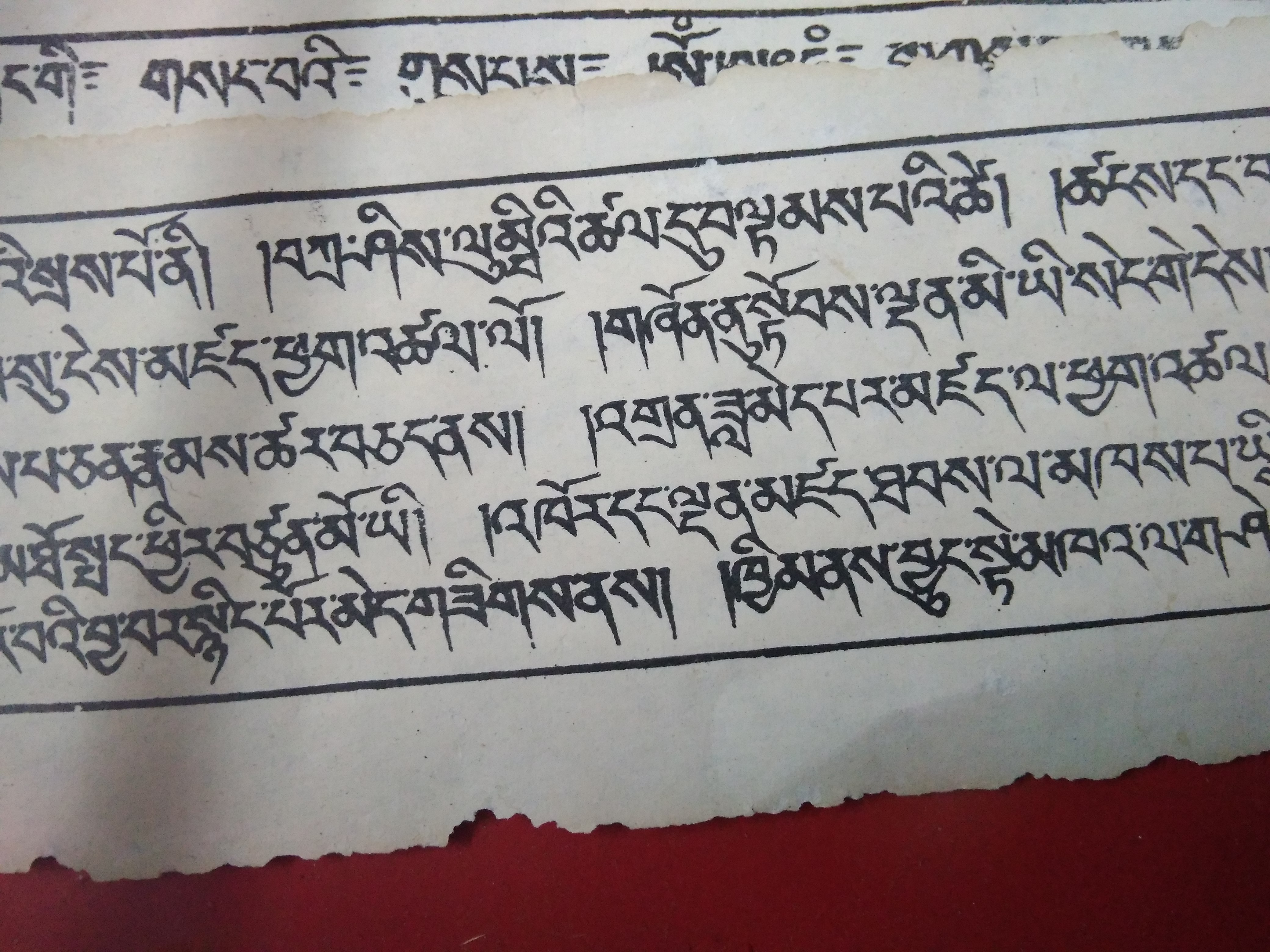
藏文

藏族的民族语言为藏语，属于汉藏语系藏缅语族藏语支。
藏语内部差异性较大，一般可分为三个方言，即卫藏方言、康方言和安多方言，其中卫藏方言与安多方言差别较大，康方言介乎其间并与卫藏方言接近。方言间的差别主要体现在语音上，如卫藏和康方言有声调，安多方言没有；安多方言有较多、较复杂的复辅音，卫藏和康方言较少，且限于鼻冠音。与古典藏语相比，卫藏方言的发展速度最快，康方言其次，安多方言则保留较多古典藏语的特征。
藏语属于施格型语言，主语是否添加施格标记受动词及物性和自主性的影响。基本语序为SOV（主语-宾语-谓语）。
用来记录藏语的文字是藏文，据传由吞弥·桑布扎于7世纪模仿梵文所创（一说源自象雄文）。藏文属于元音附标文字，记录一个音节时，以一个辅音字母为基字，用前加字、上加字、下加字等表示复辅音声母，用元音附标表示韵母的元音，用后加字表示韵尾。音节之间用点隔开。从左向右横写。
虽然不同地区的藏语口语差异较大，但在文字上却相当统一，都使用藏文来记录藏语书面语。例如藏族称藏区为“博”，在卫藏（西藏拉萨）读作/pʰøʔ˩˨/，在康区（四川甘孜州德格县）读作/pøʔ˧˩/，在安多（甘肃甘南州夏河县）读作/wot/，但都写作“བོད”。各地藏族使用各自的方音来拼读藏文，但在书面上可以交流互通，这与汉语方言、汉语书面语跟汉字的关系十分相近。:25-27:1、85、146

### 宗教信仰

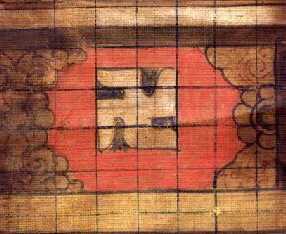
“雍仲”，苯教的标志

#### 苯教
苯教是藏族最早的定型宗教信仰。“苯”的本义指“颂咒”“祈祷”，世续苯教（原始苯教）即以念颂各种咒文为主要仪式。约3900年前:52，辛饶弥沃从象雄来到蕃地，带来了更为完善的宗教理论和制度，在原始苯教的基础上进行改革，创建了成熟的雍仲苯教，成为当时藏族的全民宗教。8世纪，赤松德赞独尊佛教，苯教开始遭到打压，后来仅在边远地区传播，但其许多文化传统仍保存在藏传佛教和藏族民俗中。:149、150
截至2003年，苯教在中国境内共有218座寺庙，其中一半以上在青、川、甘。失去本身文化特征、被佛教同化是今日苯教面临的重大问题。

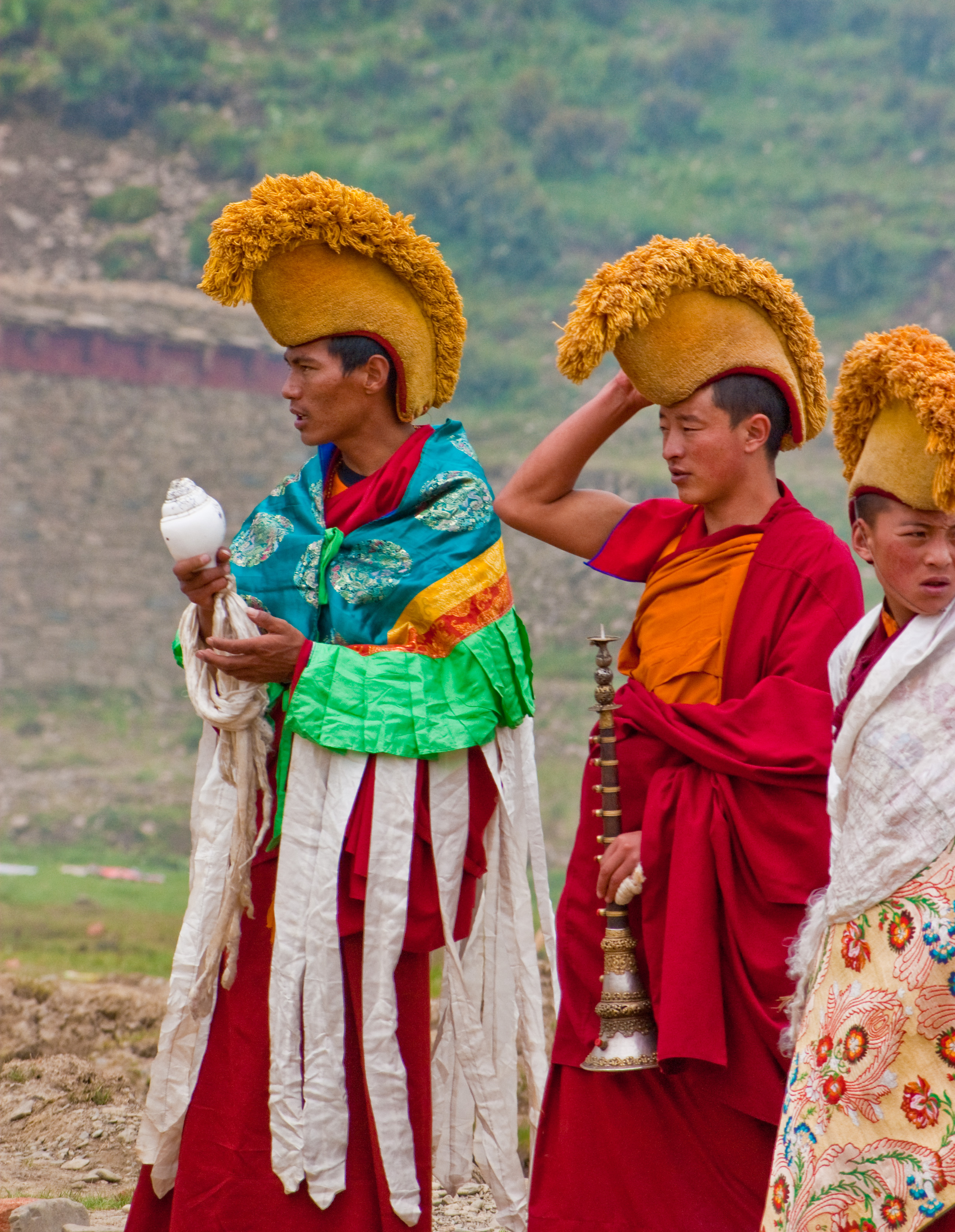
藏传佛教宗派众多，其中影响力最大的是格鲁派。因其僧人戴黄帽，故又称“黄教”

#### 藏传佛教
7世纪中叶，松赞干布迎娶文成公主和墀尊公主，据传佛教就此传入藏地。8世纪，赤松德赞独尊佛教，贬抑苯教，佛教首次在藏地获得了最高地位。从赤松德赞在位到赤祖德赞在位的80多年，佛教在西藏得到了空前的发展，被称为藏传佛教的“前弘期”。:12-20
之后，朗达玛毁佛灭法，藏地也进入了“藏卫无法”的时期。10世纪，佛教经由“下路”多康和“上路”阿里两条途径，重新传入藏区，自此开始了藏传佛教的“后弘期”。这一时期的藏传佛教，形成了以格鲁派、宁玛派等为代表的众多教派，产生了与政治结合紧密的“政教合一”制度，影响力从限于上层社会转为普及几乎所有民众，并具备了越来越浓的地方色彩。:24、26-31

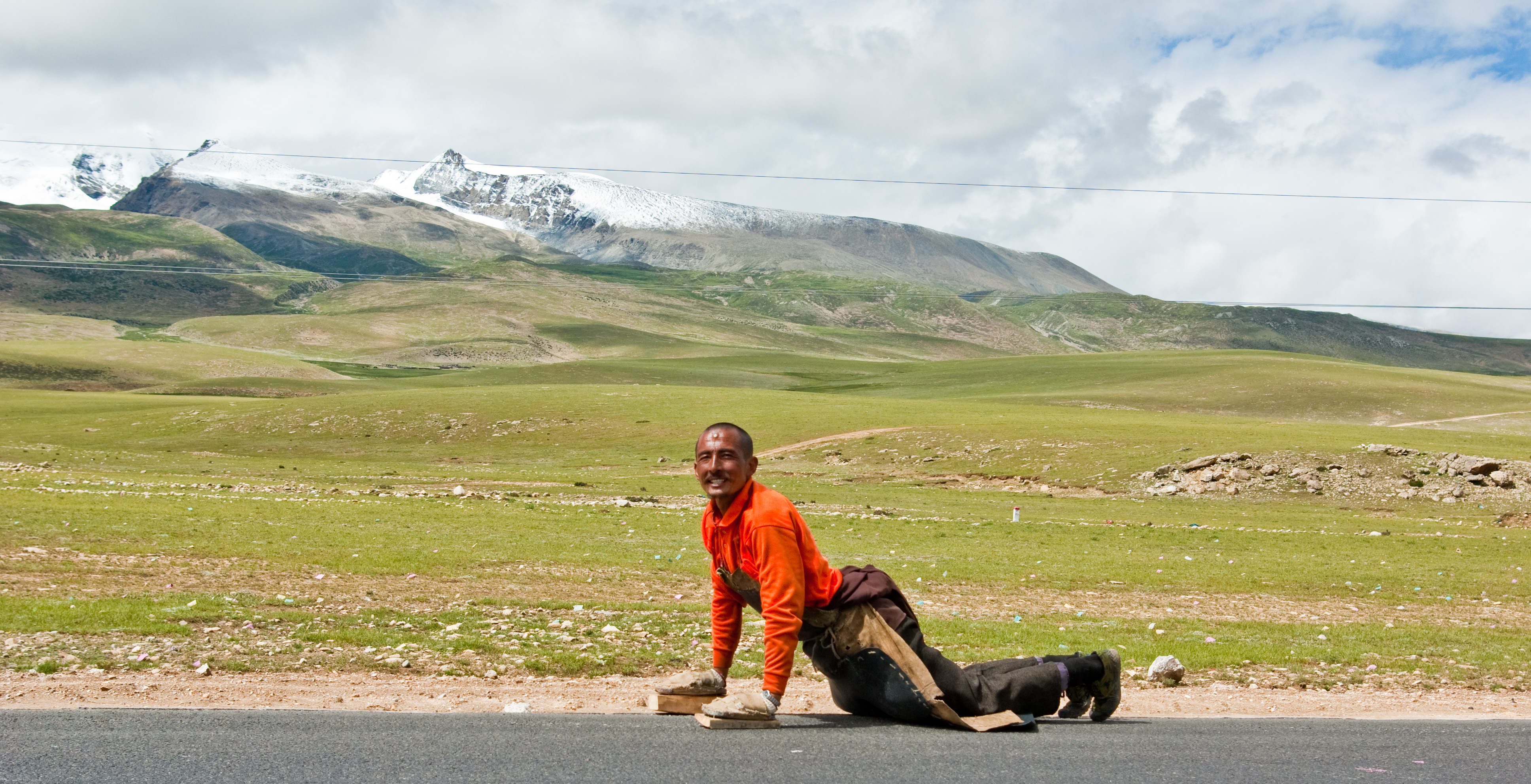
在磕长头的藏民

绝大多数藏人都笃信佛教，日常生活中伴随着大量的宗教活动。除了供奉佛像、布施、放生外，藏民还常常佩戴“嘎乌”（贴身的微型佛龛）；煨桑，即燃烧柏树枝等，熏香敬神；堆玛尼石，即在石块上刻写文字，累积成堆甚至成墙；转经，即将经文放在转经筒内，转动一次即相当于念诵一次，此外沿着一定路线巡礼一趟也称为转经；磕长头，即以三步一磕头的方式去往拉萨或冈仁波齐等地朝圣，也可以在寺庙中原地不断磕长头。:152-156
藏传佛教对藏族人民的文化与社会生活有着巨大的影响。除了本身宗教思想的研究外，佛教寺庙还参与并垄断了藏地的文学、艺术、科技、教育等各类文化事业，产生了大量的文化遗产。其信仰活动深入到藏族日常生活的方方面面域，其宗教教义深刻影响了藏族的思想观念。:113-116

### 生活方式

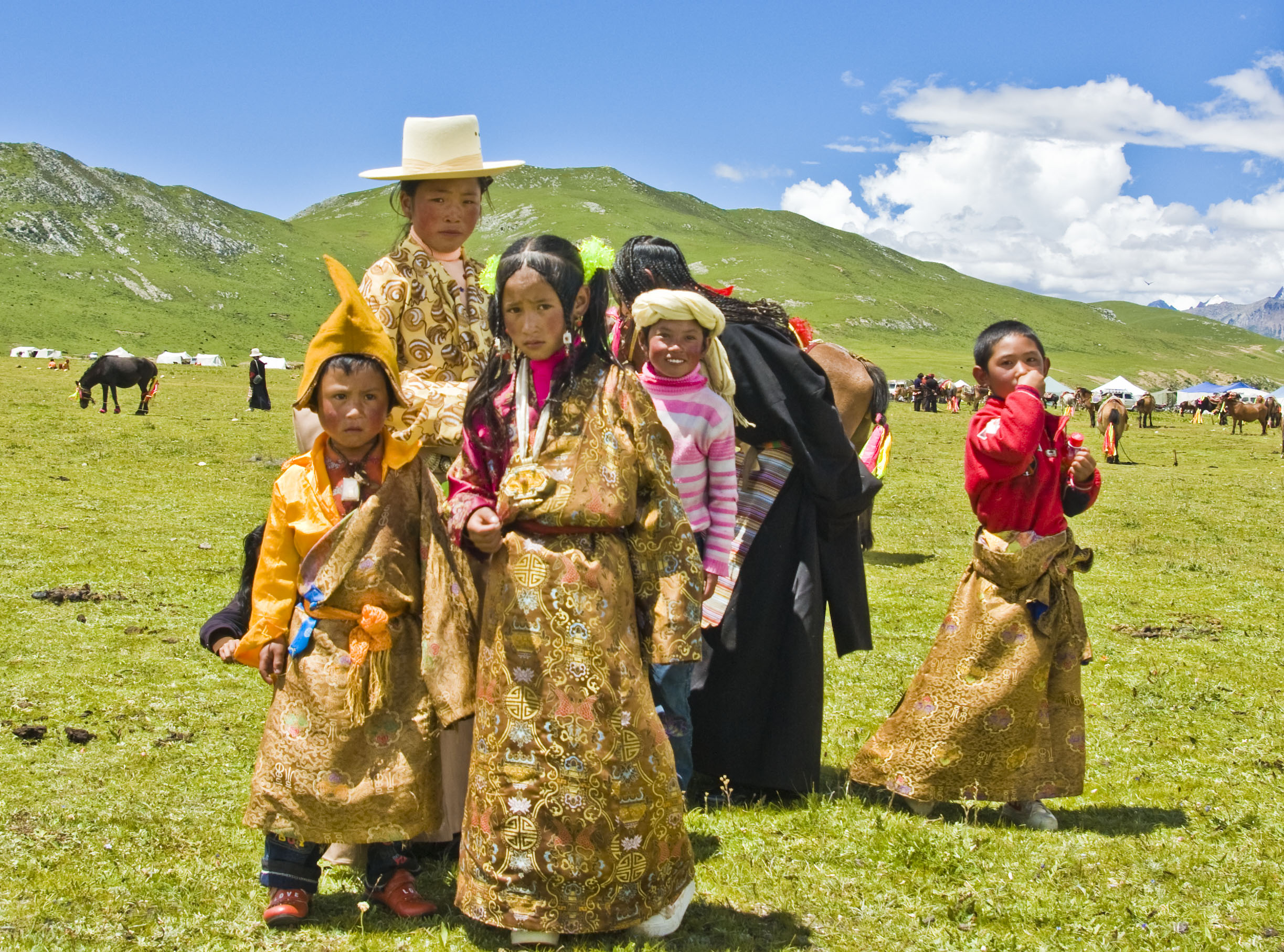
身着传统服装的藏族孩子

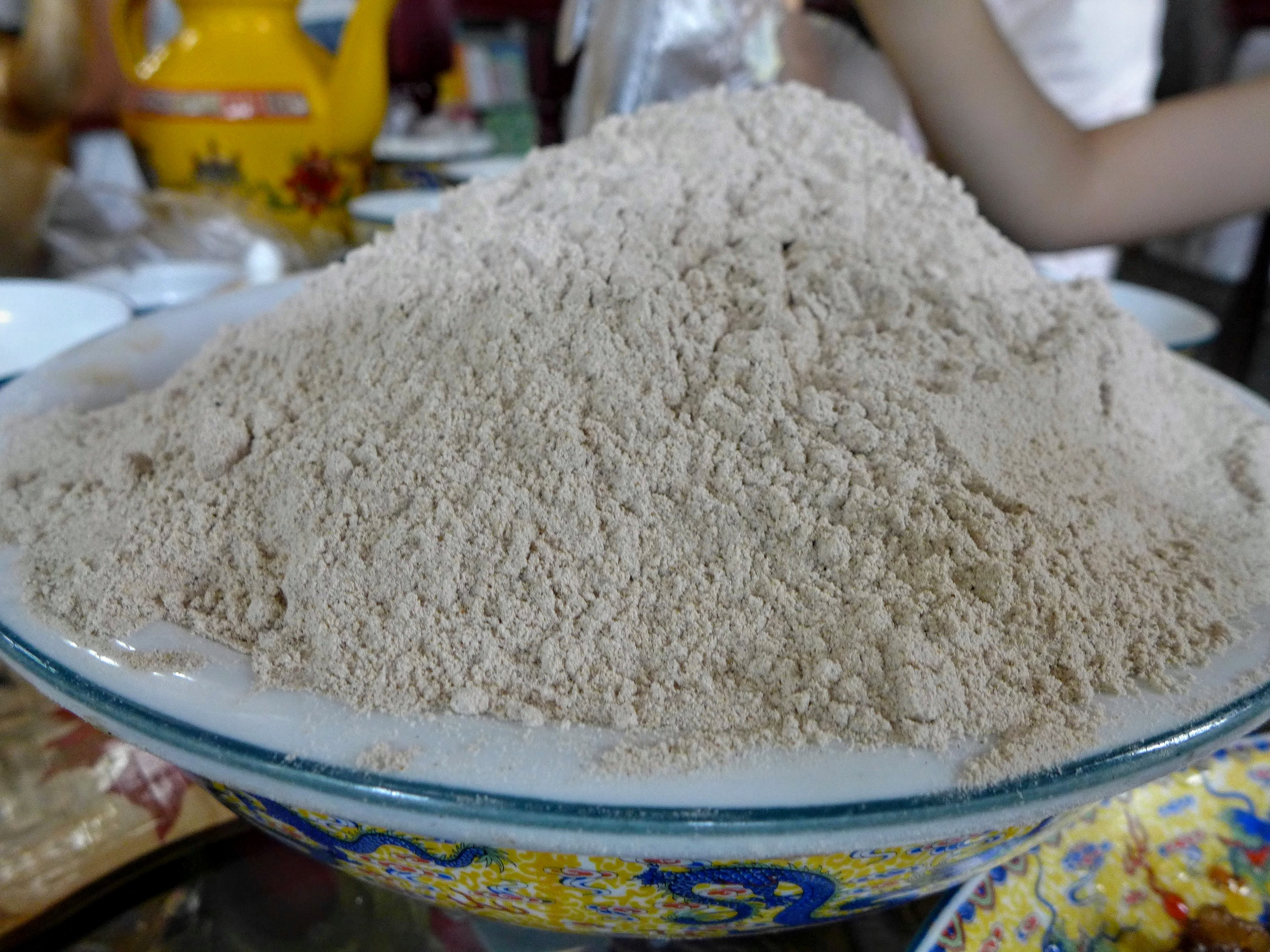
糌粑

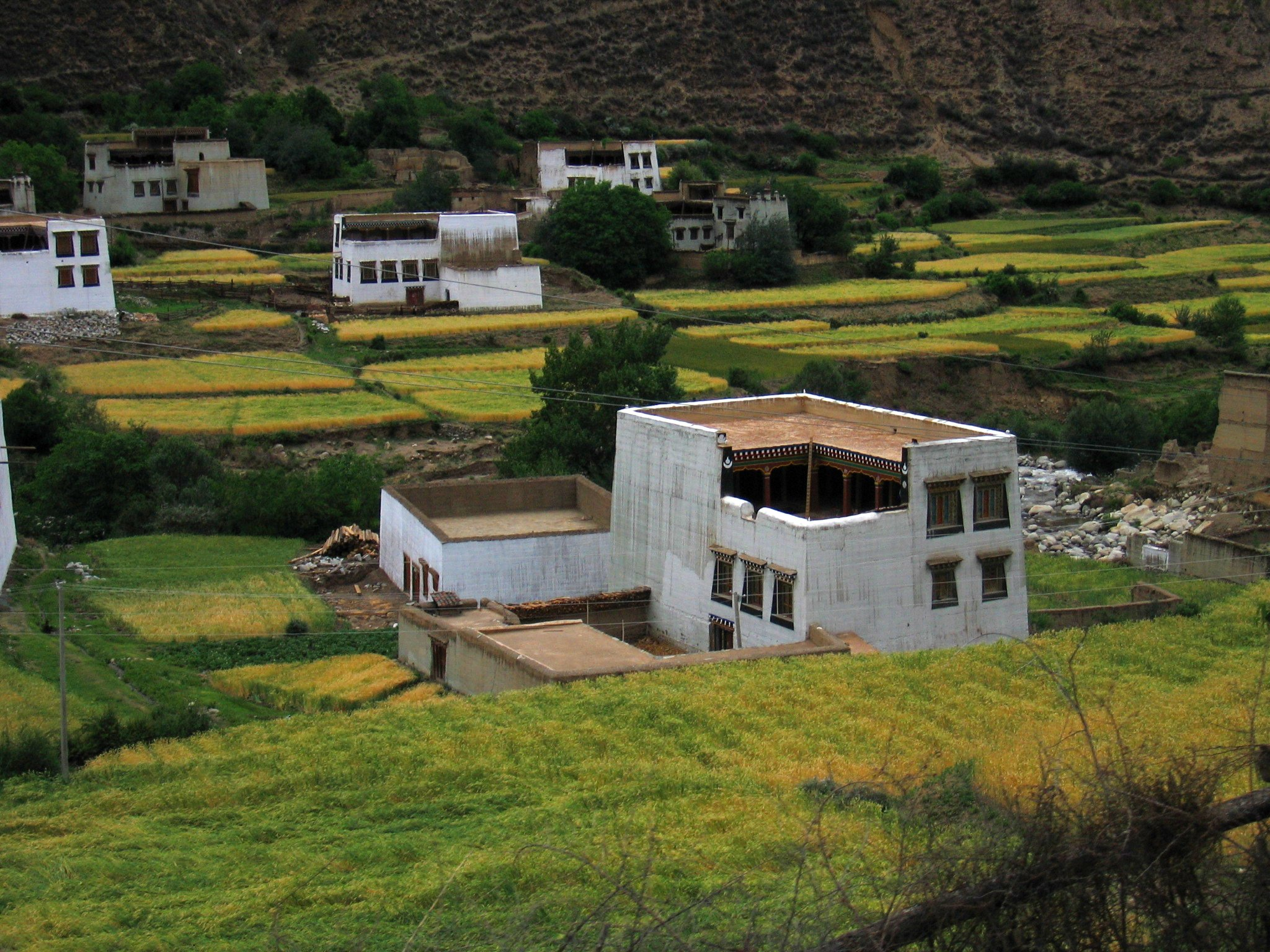
碉房

#### 服饰

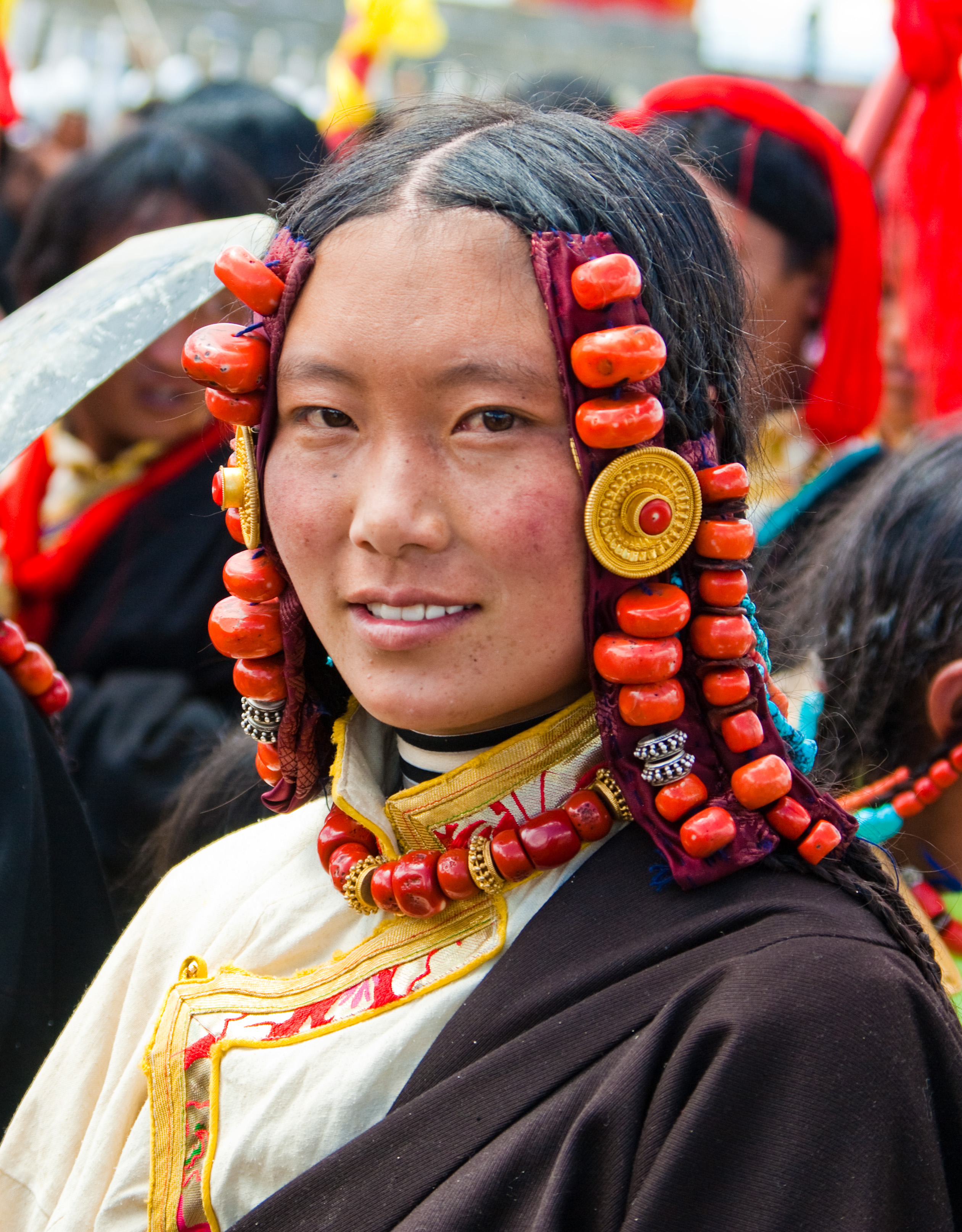
身穿藏族服饰的女性

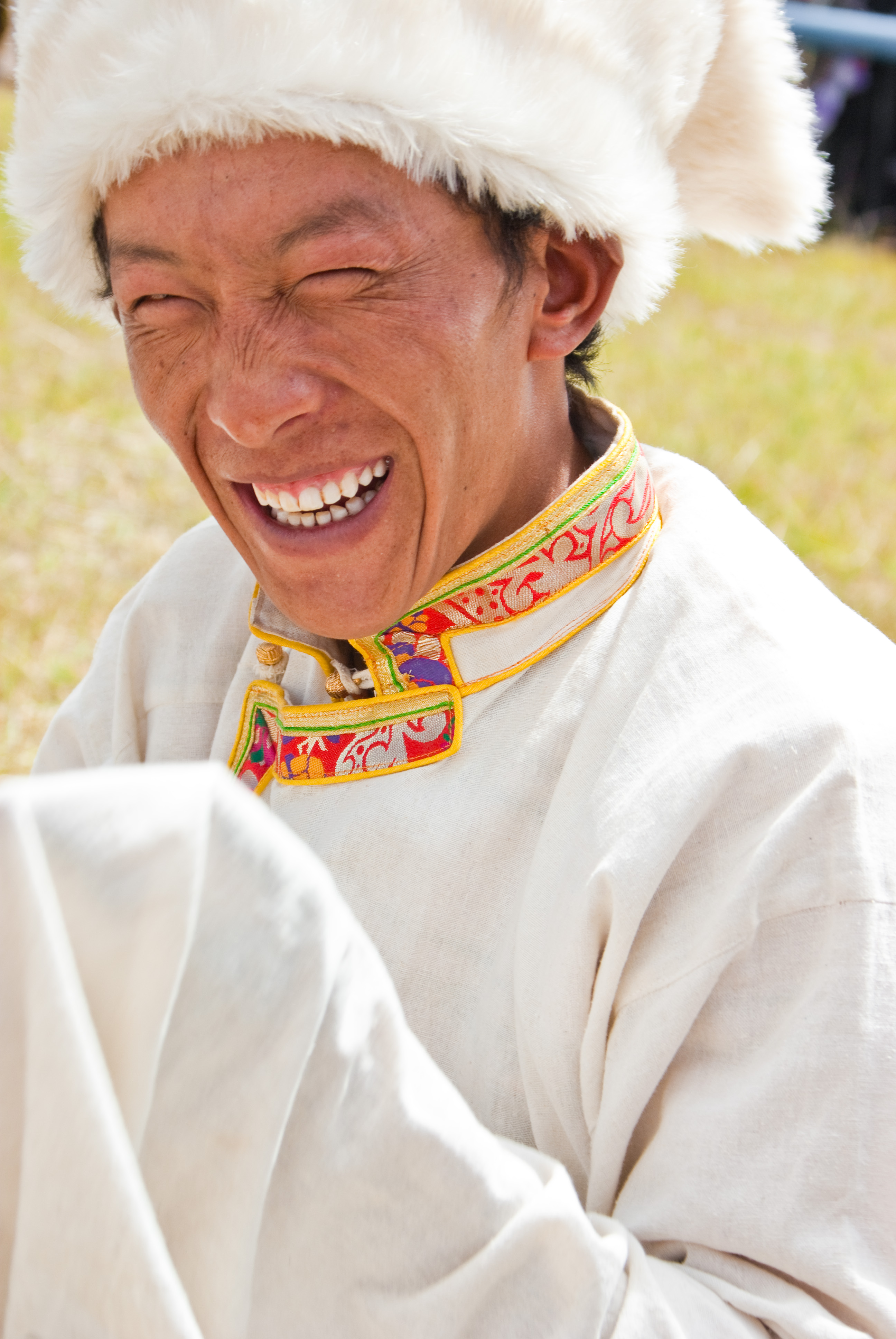
身穿藏族服饰的男性

藏族传统服饰的基本特征是肥腰、长袖、大襟、右衽。藏族一般内穿衬衣、衬裤、围裙，外穿袍子。袍子很长，男袍等身，女袍长过身体。穿袍子的时候，先将袍子提起（男袍下摆提到膝盖，女袍下摆提到脚面），然后束上腰带。因此上半身非常宽松，衣襟很大，可以当成口袋来装东西。藏区天气情况复杂，气温变化快，而藏袍可以适应不同情况：热的时候脱掉上半身一边袖子，甚至两边袖子；但下半身总是穿着，方便随时席地而坐；夜里冷的时候则用肥大的袍子当被子来盖。
藏民爱戴帽子，喜穿牛皮靴，还常佩戴各种头饰和首饰。质地上以皮革和氆氇（ཕྲུག）为主。不同地域、不同社会阶层都有各自的服饰风格。:44-47

#### 饮食
大部分藏族日食三餐，但在農忙或勞動強度較大時有日食四餐、五餐、六餐的習慣。絕大部分藏族以糌粑為主食，即把青稞炒熟磨成細粉。特別是在牧區，除糌粑外，很少食用其他糧食製品。食用糌粑時，要拌上濃茶或奶茶、酥油、奶渣、糖等一起食用；糌粑既便於儲藏又便於攜帶，食用時也很方便。在藏族地區，隨時可見身上帶有羊皮糌粑口袋的人，餓了隨時皆可食用。
藏族過去很少食用蔬菜，副食以牛、羊肉為主，豬肉次之。藏族食用牛、羊肉講究新鮮，傳統上吃肉時是將大塊肉盛入盤中，用刀子割食。牛、羊血則加碎牛羊肉灌入牛、羊的小腸中製成血腸。肉類的儲存多用風乾法。一般在入冬後宰殺的牛、羊肉一時食用不了，多切成條塊，掛在通風之處，使其風乾。冬季製作風乾肉既可防腐，又可使肉中的血水凍附，能保持風乾肉的新鮮色味。
最常見的是從牛、羊奶中提煉的酥油，除飯菜都用酥油外，還大量用於製作酥油茶。酸奶、乳酪、奶疙瘩和奶渣等也是經常製作的乳製品，
藏族普遍喜歡飲用青稞製成的青稞酒。在節日或喜慶的日子尤甚。藏族的炊餐灶具自成一體。在藏族地區，家家都備有酥油茶筒、奶茶壺。大部分地區的藏族都以乾牛糞為燃料，以鐵三角架為灶。雲南藏族茶具、酒具、餐具喜用銅制。其他地區的藏族喜用漆器，是在木碗上漆上紅、黃、橙色的漆。比較講究的還要在碗上包銀。牧區的藏族都要隨身配帶一把精製的藏刀，主要用來切割食物，還用於宰羊、剝皮、削帳房厥子等勞動，藏刀的製作歷史悠久，工藝精湛。
典型食品：藏族的典型食品除糌粑、青稞酒、酥油茶外，還有很多，例如：足瑪米飯，藏族傳統宴席食品，用足瑪、大米、酥油等煮製而成。血腸，藏族傳統菜餚，用牛（羊）血為主要原料製成。乳酪，藏族傳統菜餚，用牛、羊奶發酵後製成。
藏人忌食马肉、狗肉、鹫鹰肉蛋和鱼虾。不过少数地方亦有吃鱼的传统，年轻人中吃鱼的比例也在逐渐上升。:36

#### 民居
牧区传统民居以帐篷为主，多用牛、羊毛编织而成。帐门朝东开。帐内南侧称为“阴帐”，是女主人等妇女的活动空间，在此烧茶、做饭、制作酥油。北侧称为“阳帐”，是男主人居住和待客的地方。
农区和城镇的传统民居是平顶的碉房。一般底层堆放杂物、饲养牲畜，上层住人，三层碉房的顶层或二层碉房最好的一间用来设立佛堂。碉房的外墙多用石头堆砌，下厚上薄，内直外收。窗户较小，不开天窗。:49-50

#### 交通
牛马是传统上最常见的交通工具。马是专门骑乘用的，不用来驮运。牦牛多用作驮畜，有时也骑乘。
牛皮船是藏族的特色水上交通工具，呈长方形盒子状，长约2.5米、宽约1.5米，多用来渡载。:54-55

### 风俗习惯

#### 婚姻
藏族传统婚姻形式多样。一夫一妻制最为常见，占婚姻总数的60%-80%，在农区和民族杂居区可达95%以上。其中最普遍的是男子将女子娶进家中。有女无男的家庭亦可给女儿招赘。
除一夫一妻制外，藏族传统上还存在着一妻多夫制 和一夫多妻制。一妻多夫制家庭，一般是從夫居的兄弟共妻，长兄结婚，之后弟弟加入家庭，生下的子女称长兄为父亲，其余为叔叔。两兄弟共妻最为常见，此外还有多兄弟共妻和朋友共妻的情况。一妻多夫制避免了兄弟分家，使财产和劳动力都不会被分割，还降低了税役压力，也为社会所普遍认可。一夫多妻制与之类似，多是從妻居的姐妹共夫，姐姐先赘婿，然后妹妹加入家庭。这两种婚姻形式在藏族中占一定比例，但在安多比较少见。
藏族的通婚范围遵照严格的血缘外婚制和一定程度的等级内婚制。同父系祖先严格禁止通婚，表亲之间数代内也不许通婚。:48-62、206
1981年，西藏自治区人民代表大会常务委员会通过了《西藏自治区施行〈中华人民共和国婚姻法〉的变通条例》，条例规定“废除一夫多妻，一妻多夫等封建婚姻，对执行本条例之前形成的上述婚姻关系，凡不主动提出解除婚姻关系者，准予维持”。

#### 葬俗

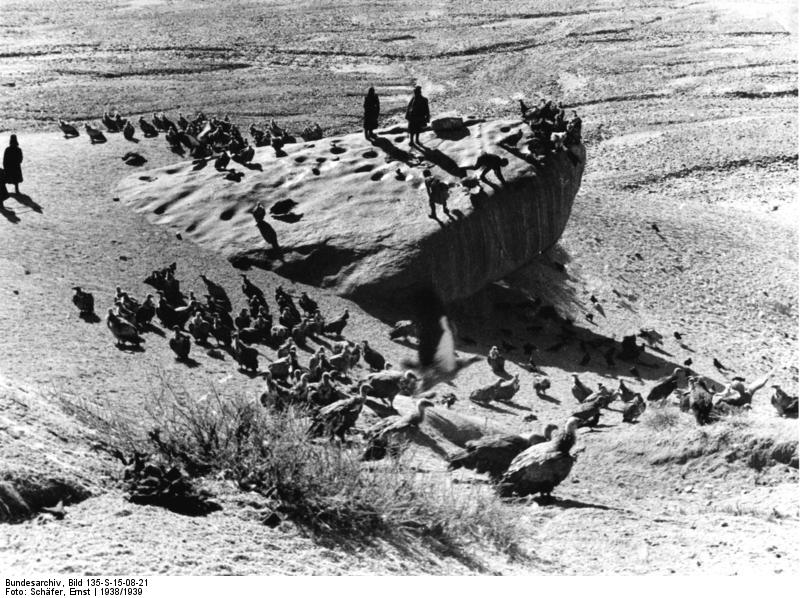
天葬台上聚集的秃鹫

藏族有多种不同的丧葬习俗，其中最普遍的是天葬，此外还有 土葬、水葬、火葬、塔葬等。
天葬是藏族独特而普遍的葬俗，人死后停尸数日，送往天葬台，由天葬师肢解尸体，分离骨肉，拌以糌粑，再发出信号，呼唤秃鹫来食，以食尽为佳，说明生前无罪孽。土葬一般不用棺材，将尸体用布包好后置入挖出的坑穴中，再将土填平，一般不修坟包。水葬即将尸体抛入湍急的水流中，有整体葬和肢解葬两种。火葬即将尸体焚烧。塔葬是最高级的葬式，用于大活佛、大喇嘛，将尸体火化或脱水保留肉身后，葬入灵塔，以求永存。此外一些地方还有楼葬、树葬等较罕见的葬式。
不同地区对不同葬俗有各自的看法。如卫藏地区多认为土葬最为卑贱，用于因麻风、天花等传染病而死的人，或强盗、杀人犯等，而康区等地的一些地方则有土葬的传统。又如卫藏多认为水葬为夭折的婴儿与孩童所用，但康区的一些地区则以水葬为传统葬俗。又如火葬在卫藏地区一般只在高僧、贵族中进行，在一些地方则普遍运用。

#### 节日

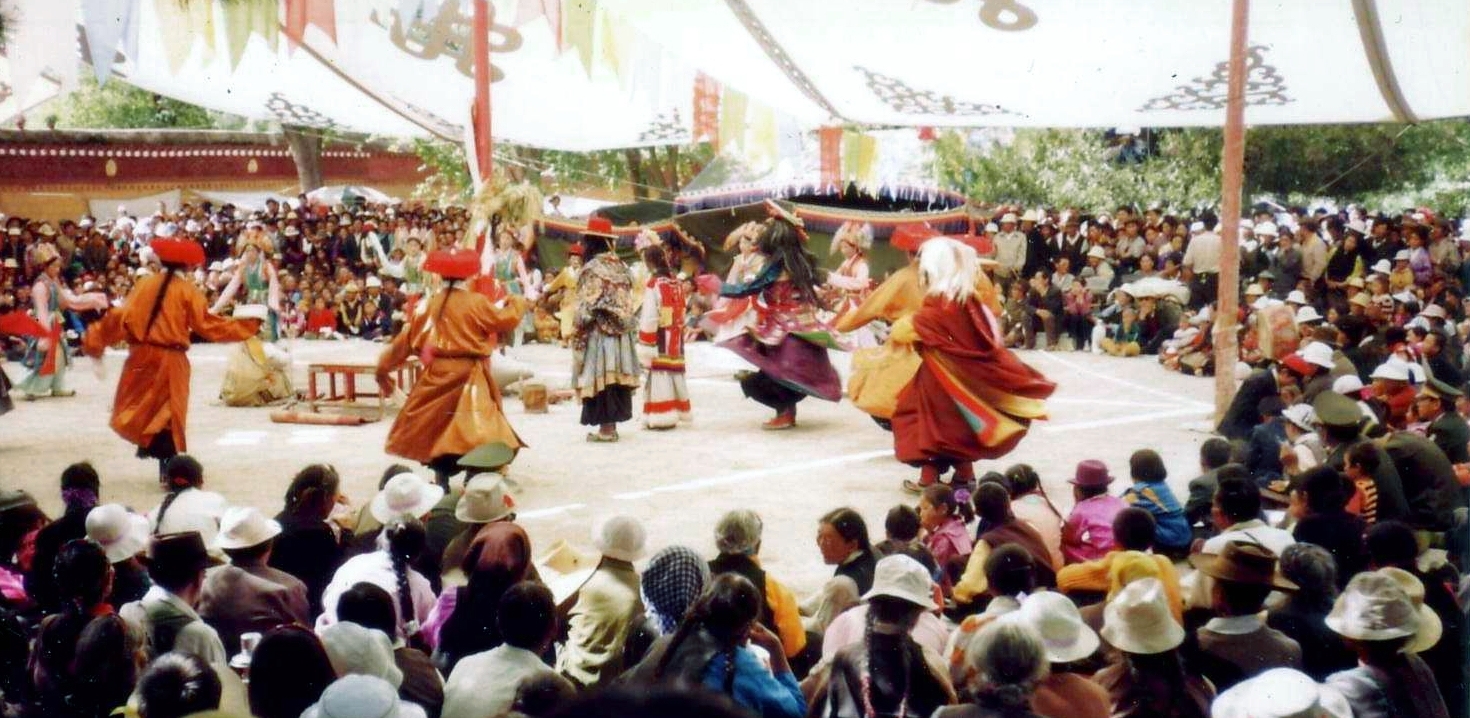
雪顿节时罗布林卡的藏戏演出

藏族有丰富的节日文化。有学者依据藏族节日活动的主要内容，将其分为7类：宗教节日、农事节日、牧事节日、纪念性节日、文体游乐节日、庆贺性节日和岁时节日。
藏历新年属于岁时节日，是藏族十分隆重的节日。各地藏历新年的时间并不一致。大多数地区在藏历正月初一过年；后藏一些地区在十二月初一过年，称为“农事新年”；普兰县在十二月初一过年；工布地区（今林芝县、米林县）在十月初一过年。:131各地藏族庆祝藏历年的方式不尽相同，总而言之，都是通过各种庆祝活动和仪式来迎接新的一年，驱散邪魔，祈求好运、安康、丰收。新年的庆祝常持续半个月之久。
望果节是农区的农事节日，日期不定，多在农作物成熟之际、大雁南飞前举行。“望果”（ འོང་སྐོར་）在藏语中是“巡视田地”“转地头”的意思。其共同形式就是绕着田地转圈，不同地方还会增加念咒、抬“丰收塔”等内容，并举行歌舞、游戏等活动。
萨嘎达瓦节属于宗教节日，每年藏历四月十五举行。它是藏传佛教的传统节日，意在纪念释迦牟尼的诞辰、成道、涅盘。节日的主要活动是转经。
达玛节（རྒྱལ་རྩེ་མདའ་དམག་）是牧区的牧事节日，流行于江孜一带，每年藏历五月举行。达玛节的主要活动是赛马和骑射比赛，另有歌舞、市集等。
雪顿节最初是宗教性的节日，是藏民向僧侣供奉酸奶的日子，故称“雪顿”（ ཞོ་སྟོན་），即“酸奶宴会”之意。雪顿节后来发展为艺术节日，主要活动是在藏历七月一日时，在拉萨的罗布林卡上演藏戏和歌舞表演，全民盛装，观看演出。:135-138

### 科学技术

#### 医药

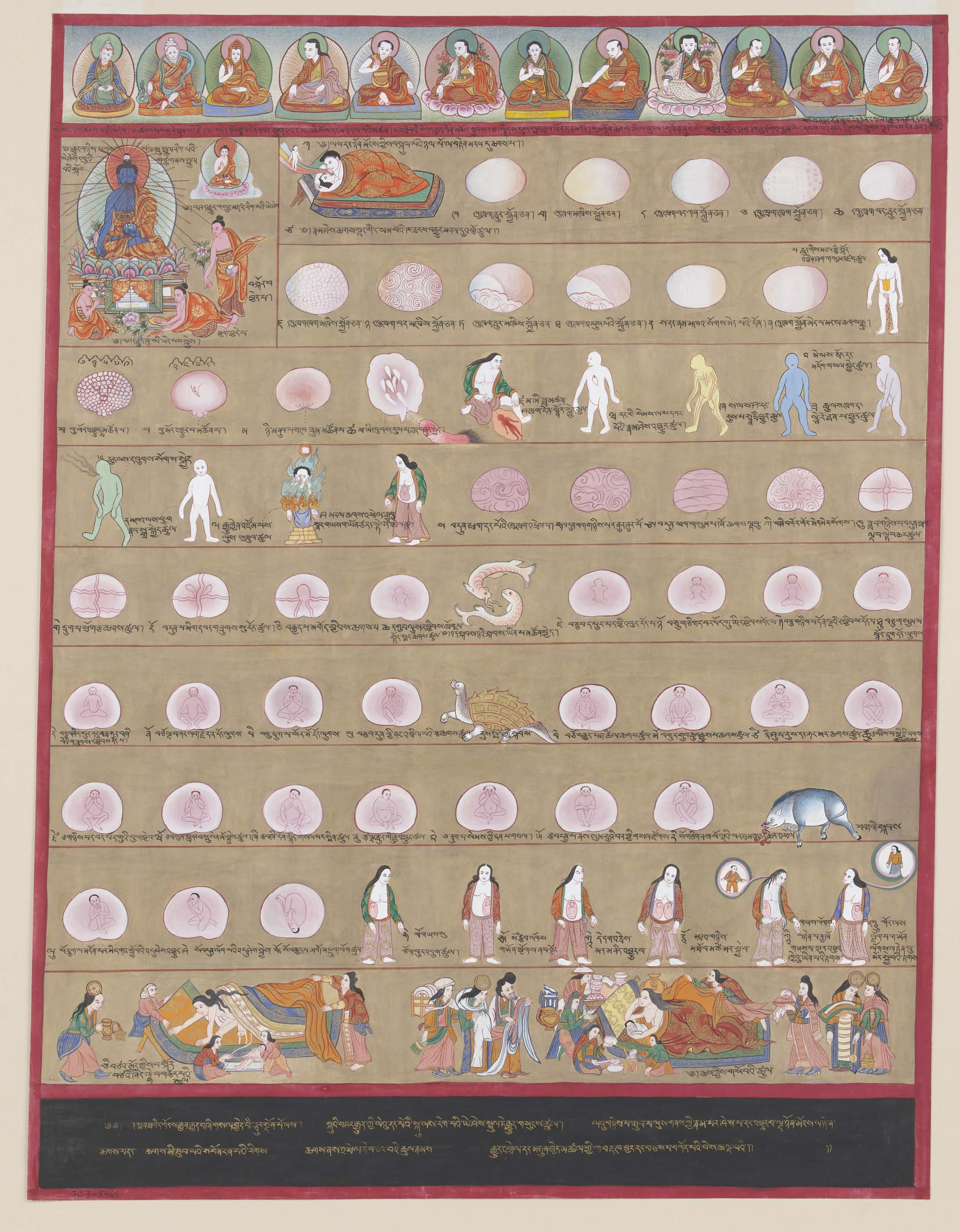
藏医挂图“曼汤”。该图为人体胚胎发育图

藏族有历史悠久、内容丰富的传统医学，即“藏医”。在中国大陆，藏医学为政府所承认，藏医医师可以取得执业医师资格。
藏医的基础理论认为，人体内存在着三种因素、七大物质和三种排泄物。其中，三大因素又占据主导地位。三大因素指的是“隆”（气，主呼吸）、“赤巴”（火，主热能）、“培根”（水和土，主体液）。三大因素若有余或不足，人体就会出现疾病；将三因调整至平衡、协调状态，就可治愈疾病。
在诊断时，藏医采用望诊、问诊、切诊和尿诊等方法。在治疗时，常用饮食疗法和药物疗法，兼有艾灸、放血、药浴等疗法。
藏医将药物分为动物类、石类、树类等13类，认为药物受五行（土水火风空）影响而具备六味、八性、十七效中的若干种，进而对症下药。受气候环境影响，藏药中矿物药和动物药约占一半以上比例，剂型也以丸剂为主，少用汤剂。
藏医的重要典籍有《月王药诊》《四部医典》《蓝琉璃》《昌珠本草》等。:88-94

#### 历法
藏族最早使用物候曆。十一世纪从印度引入了时轮曆。藏传佛教认为日、月食是修行的最佳时刻，对日、月食的预报非常重视，而时轮曆在使用数百年后误差变大，因此在五世达赖和康熙帝推动下，从汉地引入了更精确的时宪曆。现行藏历是在时轮曆的基础上吸收时宪曆部分内容而形成的。
藏历属于阴阳历。以阴阳五行与十二生肖相配纪年，从阴火兔年开始、至阳火虎年结束，每六十年一个循环，称为绕迥，以公元1027年作为第一绕迥的第一年。以寅月为正月，以正、二、三等序数纪月，以望日为月中十五、以朔日前后为月首初一，正月初一即新年。设闰月，闰章为65年24闰（32.5个月设1闰月），实际操作中跟夏历一样，无中气置闰。由于月球运行速度不均匀，因此太阴日有时长于太阳日（一昼夜），有时短于太阳日，从而有了“重日”和“缺日”。一个月中无重缺一或重一缺二，就只剩下29天，即为小月；其他情况下一月有30天，为大月。:306-307、586:30-31、50

#### 印刷

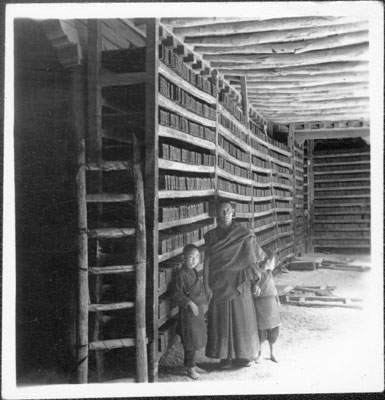
纳塘寺所藏的雕版

永乐年间，第五世噶玛巴·德新谢巴奉明成祖诏令，赴南京主持刊印整部《甘珠尔》，开藏文雕版印刷之先河。藏族自身形成雕版印刷体系，则要到17世纪丽江土司木增主持雕刻、后在理塘寺刊印的“理塘朱版”《甘珠尔》。
藏族的印刷业传统上由寺庙僧侣所掌握。雕印处大多设在寺庙内，称“印经院”，著名的印经院有德格印经院、纳塘寺印经院、布达拉宫印经院、拉卜楞寺印经院、塔尔寺印经院、卓尼禅定寺印经院等。所用雕版一般为长条形，用秋季砍伐的桦木制成，刻写藏文楷书。

#### 手工業
主要可分為毛紡織業、製陶以及金銀銅器的加工製作三個面向。其中，毛紡織業是最發達且普遍的項目，除了可提供藏族區域的自身需求之外，更可有一定的出口量。近年來藏毯的發展最為顯著，已從傳統的手工作坊發展到具有一定規模的工廠。藏毯按毛質大致可分為三種：一種是用犛牛絨捻紡的毛線和羊毛線套織而成，這種地毯質量最佳、重量輕，適合在藏南地區等氣候溫和的地方使用；第二種是用綿羊的細毛捻的毛線織成，有素色和彩花樣兩種，彩花樣的尤其受城市居民喜愛；第三種是用犛牛毛和羊毛混合紡織而成，特色為黑白分明、粗厚耐磨，深受農牧民的歡迎。裝飾圖案紋樣更是多樣化，單獨紋樣就有龍、鳳、雲紋、海水紋等樣式，組合紋樣則有壽字紋裝飾、龍鳳呈祥、卍等。
而金屬金銀加工則可分為裝飾及生活用品兩大類，裝飾類包括手鐲、戒指、項鍊、頭飾、胸飾、刀鞘等，而生活用品類則有酒壺、酒碗、勺、筷、盤等。
自第七世班禪額爾德尼開始建立專門加工寺廟用品的場地以來，日喀則市的扎西吉彩便是西藏地區金銀匠最集中、產品質量最好的村子。而1959年後，扎西吉彩從寺院的專用作坊，轉型成為日喀則市金銀銅器加工廠，但依然保有其傳統工藝。
鍛銅技藝主要流傳於西藏自治區的南木林縣，自第十世達賴喇嘛時期流傳至今。鍛銅主要用於鑄造佛像，鍛造材料以紫銅、黃銅、白銅為主，很少選擇青銅和鐵，因為其質硬而脆，缺乏延展性，不利於塑造與鍛制。金屬使用前要先放在膠泥做成的坩堝中熔煉，等到自然冷卻成金屬鑄塊後再鍛成金屬板，接著經由焊接造像、鎏金、磨光、上紅等環節，最後就會鍛鑄出合格的佛像。
藏族刀具製作亦為重要的金屬鍛造技藝，樣式主要包括男式長腰刀、吊刀，女式吊刀、刺刀、格薩爾刀等，一般經由冶煉、模具翻鑄、敲摳大形、刻花鑲嵌、焊接組合、加固、銼磨整形、精雕細刻及拋光等環節製作而成。藏刀刀面净光，刀刃锋利，刀把用牛角或硬木製成，並纏以銅絲、銀絲裝飾，刀鞘上可刻龍鳳、虎獅、花卉鳥禽等圖案，亦可綴以寶石和瑪瑙。

四川省甘孜藏族自治區的白玉縣生產的藏刀人稱「白玉藏刀」，主要有河坡、熱加兩鄉生產地。起初河坡以生產兵器為主，有「格薩爾兵器庫」之稱，但在甘孜呷拖寺的建造過程中，和漢人的工藝文化進行交流，使其漸漸從製作傳統兵器轉為製造生活用品。

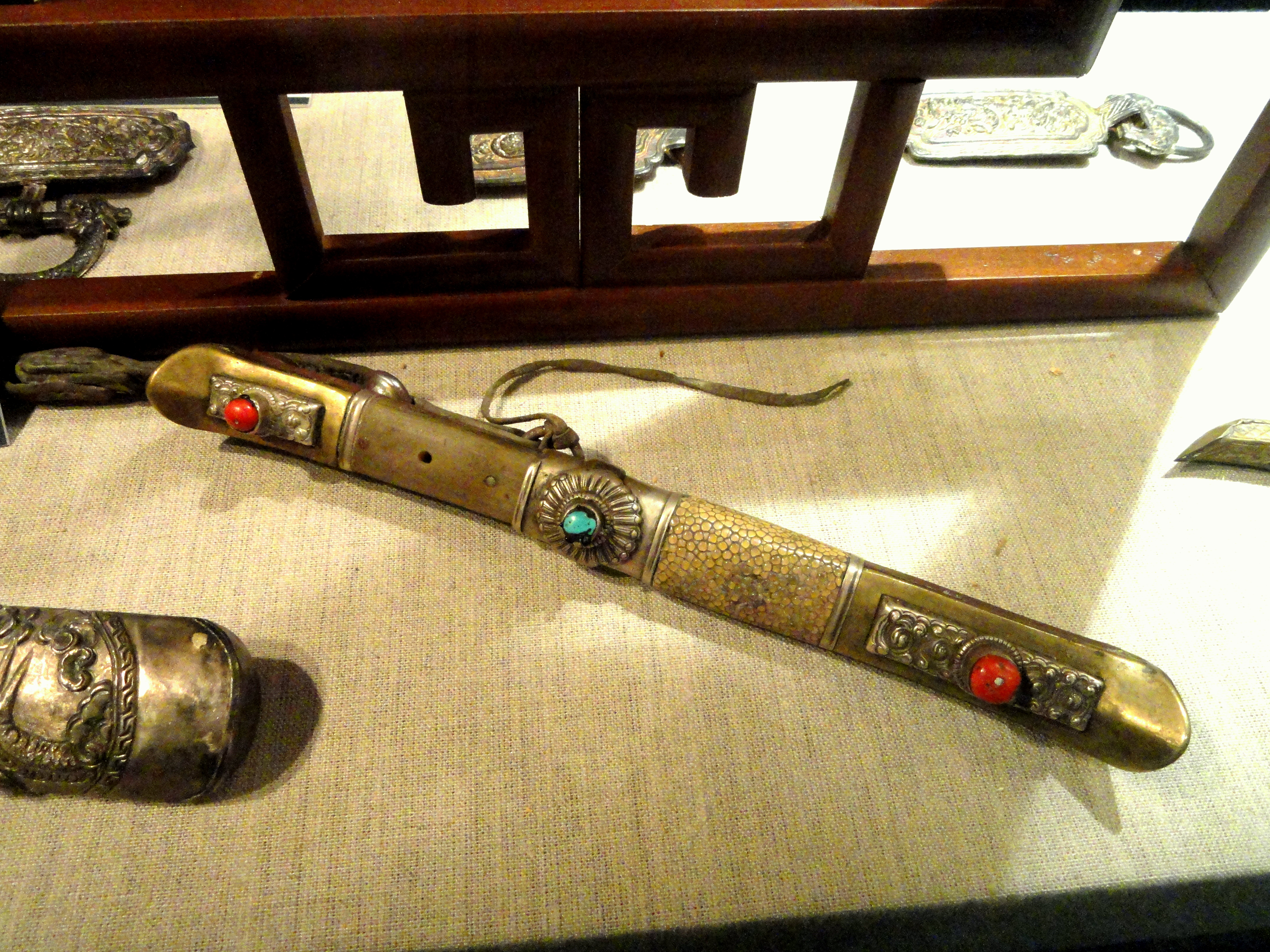
藏刀

西藏自治區拉孜縣的藏刀主要由拉孜雪村產出，又稱「拉孜雪刀」，以鋼材鍛製而成，有長刀、短刀和小刀三種類型。
而青海省玉樹藏族自治區的「安衝藏刀」以造型精美、性能良好而聞名，有男式與女式的分別。女式藏刀大多呈月牙形，刀鞘上鏨刻龍鳳、花卉、法輪等圖案，並鑲嵌珊瑚、綠松石、瑪瑙等裝飾。男式藏刀造型與普通刀相同，鑲金鍍銀，刀刃鋒利無比，而藏人稱之為「三用刀」，意指此刀有割食牛羊肉、抵禦野獸和防身，以及腰間佩飾三種用途。

### 文学艺术

#### 文学
藏族的传统文学可以分为民间文学和作家文学。民间文学包括神话、传说、歌谣、说唱等。其中的代表是说唱文学《格萨尔王传》，讲述格萨尔王受命下凡，历经困难后登基继位，南征北战，降妖除魔，最后下地狱救回爱妻和母亲的故事。直到今天，仍有许多藏族艺人在演唱、传承和创作《格萨尔王传》。
作家文学则有剧本、诗歌、传记、小说等体裁。诗歌尤其受到藏族人民的喜爱。传统藏文诗歌通常都有一定格律。萨班·贡嘎坚赞的格言诗《萨迦格言》广为流传。六世达赖仓央嘉措的情诗亦深受欢迎，其汉语译本在汉族地区也颇有影响力。:234-235:60、68

#### 音乐

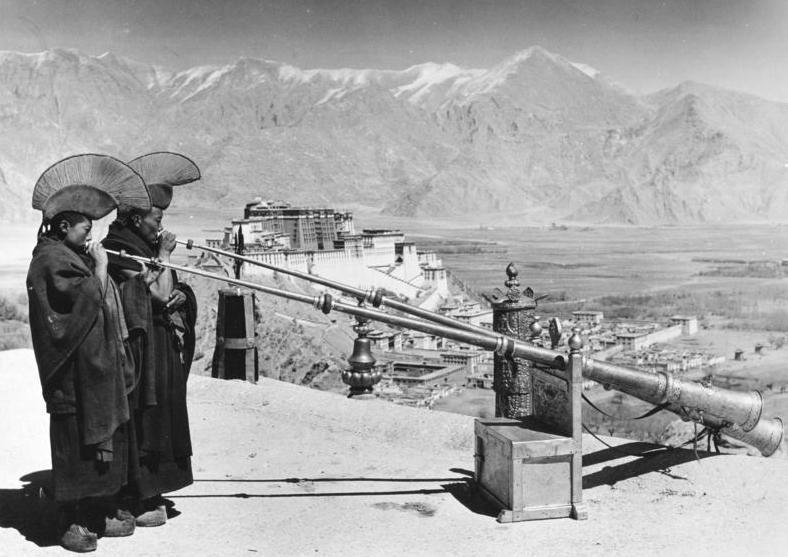
成对吹奏的筒钦

萨班·贡噶坚赞曾撰写《乐论》，将藏族的音乐分为俱生乐（声乐）和缘起乐（器乐）。藏族传统的声乐形式是民歌。18世纪，多仁·丹增班觉从北京回藏后，带去了汉族地区的乐器，并组建乐队合奏，用器乐合奏为民歌伴奏，对藏族传统音乐做出了巨大贡献。藏族民歌形式多样，可分为小调和舞歌两大类，根据内容又可分为婚礼歌、出战歌、情歌、对歌、劳动歌、儿歌等。:10-16
藏族所使用的乐器可分为打击乐器、吹奏乐器、拨弦乐器和拉弦乐器等。打击乐器包括锣、云锣、钹、铃及各种鼓，其中的达玛如（ཌ་མ་རུ་）类似拨浪鼓，多用作法器，传统上用人的头盖骨制作。吹奏乐器有筒钦和嘉令等：筒钦（དུང་ཆེན་）是宗教音乐中使用的大型低音铜管乐器；嘉令（རྒྱ་གླིང་）类似唢呐，是铜制的小型双簧乐器。拨弦乐器的代表是扎木年（སྒྲ་སྙན་），又称六弦琴。拉弦乐器有比旺和根卡等：比旺（པི་ཝང་）类似二胡；根卡（གིམ་ཆ་）类似中东的卡曼贾，经拉达克传入，底座上有铁棍以立于地面。:87-104

#### 舞蹈

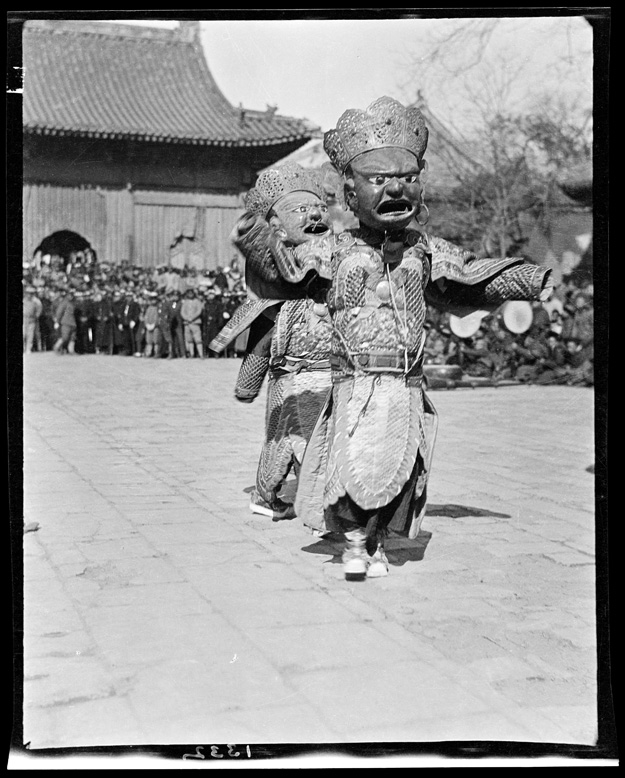
雍和宫的羌姆

藏族有许多丰富多彩的民间舞蹈。“依”（གཞས་བྲོ་）舞盛行于康区，故又称“康依”，或按拉萨方言称为“康谐”，因用弦乐器伴奏，所以也叫“弦子舞”，表演时男女各一半围成圈，边唱边舞，节奏从慢渐快，最终在快板中结束，歌词多是情歌，动作自由、即兴，是下层劳动人民喜爱的舞蹈。“卓”（བྲོ་）又译“锅庄”“果卓”等，是藏族古老的舞蹈，不同地区的卓舞风格差异很大，常见的一种是男女围成圈，没有伴奏，大家边跳、边唱、边按顺时针方向移动，是自由、热烈的自娱性舞蹈。“堆谐”（སྟོད་གཞས་）本是“堆”地方（阿里地区一带）的舞蹈，后传入拉萨地区，表演时用扎年琴伴奏，载歌载舞，脚下踩出各种成节奏的清脆响声，故又称“藏族踢踏舞”。“热巴”（རལ་པ་）是康区流行的舞蹈，因使用铃铛和手鼓作为道具，故又称“铃鼓舞”，表演时男子执铃，女子执鼓，还夹杂技巧性强、难度大的杂技性质动作，热闹非常。“谐钦”（གཞས་ཆེན་）本义即“大型歌舞”，是卫藏一带流行的用于隆重庆典场合的仪式性舞蹈，庄重典雅，边跳舞边敬酒，最初由16位女子表演，后来增加16位男子，之后规模愈加增大。:110-134
除民间舞蹈外，藏族中还流传着名为“羌姆”（འཆམ་）的宗教舞蹈。“羌姆”的本义指跳舞，后来专指宗教舞蹈。羌姆吸收了苯教中许多神灵鬼怪的形象，借助面具、舞蹈、器乐等元素，表现佛教教义与故事，震撼观者的心灵。:142-143

#### 戏剧
藏戏被认为是藏族多种文化艺术的集大成者，融合了文学、说唱、歌舞等艺术形式，标志着藏族文化发展到了相当的高度。藏戏的编创者是噶举派僧人唐东杰布。他为了方便人民，在拉萨等地修建了许多桥梁。为了募集造桥经费，他邀请七位姐妹，以佛教故事为内容，自编自导了具有情节的歌舞剧，成为藏戏的开端。人们看到七姐妹时，惊呼“拉姆”，意为“仙女”。因此在藏语中，藏戏就叫做“拉姆”（ལྷ་མོའི་）。:70
藏戏发源自卫藏，之后逐渐传播到康区和安多，形成了三个风格有别的藏戏系统。各系统内部还各自有许多流派。卫藏藏戏传统上只使用鼓和钹伴奏，有帮腔，表演时头戴面具，分蓝面和白面两派。康区藏戏吸收本地音乐元素，有的地方还增加乐器嘉令，无帮腔，无面具，歌舞剧色彩浓郁。安多藏戏则深受汉族戏曲、音乐的影响。:78-79
藏戏的结构一般分为三部分：开场戏先膜拜唐东杰布，然后简单介绍背景、人物主题；正戏具体演绎故事；传统藏戏都是好的结局，故最后有吉祥结尾，人们尽情欢呼，表达美好的祝愿。藏戏剧目众多，其中最出名的有《诺桑王子》《卓娃桑姆》《智美更登》《苏吉尼玛》《汉妃尼妃》《顿月顿珠》《朗萨雯蚌》《白玛文巴》，合称八大藏戏。:81

#### 绘画

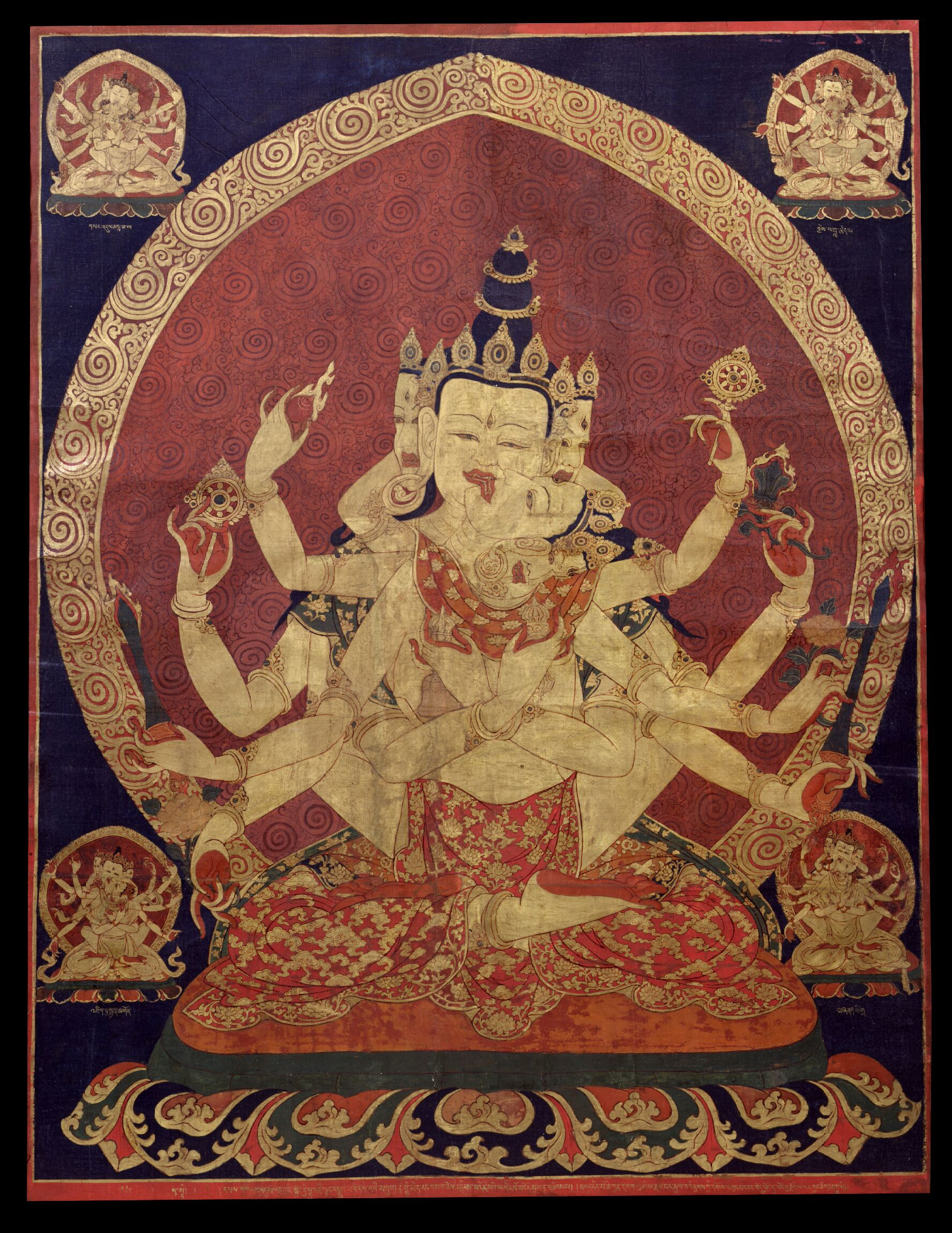
绘于17世纪的密集金刚题材唐卡

藏族传统绘画与宗教的关系紧密：题材多是宗教内容，如本生故事、佛及菩萨像等；绘制常出于为积累功德而出资供养的宗教目的；绘画本身兼具精神膜拜和艺术欣赏两种功能。除宗教外，历史、人物、建筑等现实题材，以及医药、天文等知识，也都是绘画的对象。不同地区的绘画风格不一，形成了勉唐、钦泽、勉萨等众多画派。
:174-175、179、186-187
藏族传统绘画的主要形式是壁画和唐卡。壁画主要集中在寺庙中，部分陵墓里也有，敦煌石窟中也有吐蕃占领时期留下的壁画。唐卡（ཐང་ཀ་）是在壁画基础上兴起的装裱卷轴画，最初绘在兽皮上，后来多用丝绢、棉布和纸。用颜料绘制的称为“止唐”（བྲིས་ཐང་），用丝绢或织或绣或剪贴或套印的称为“郭唐”（གོང་ཐང་）。郭唐不怕折叠，不易掉色，方便保存，因此常制作成巨幅唐卡，每逢宗教盛会时进行展示。:185、188、194-195

#### 雕塑

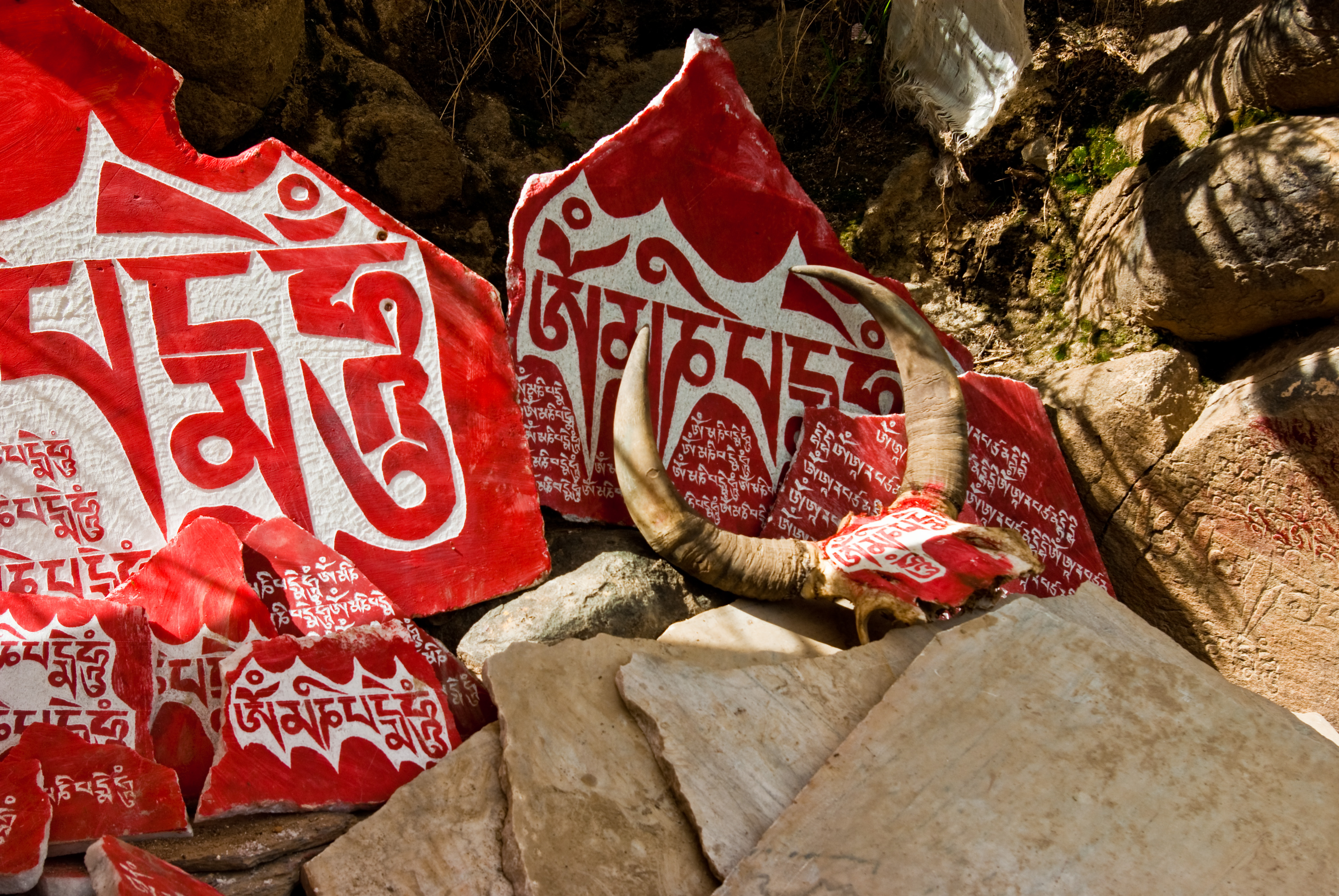
嘛呢石

在藏族雕塑艺术中，用金、铜或合金雕铸的佛教造像以其数量巨大、历史悠久而著称，广泛流布于汉族、蒙古族地区。藏族金铜造像融汇印度各地、藏族本土和汉族地区的佛像艺术，形成独特而多样的风格。:234
嘛呢石是藏族富有特色的石刻艺术。选用表面光滑的石块、石板，在上面雕刻六字真言或佛像、咒语、法器等其他宗教图案。雕刻时，将石块涂成红色，然后雕出白色文字；获将周围石面刻去，凸显文字，大多还会再上色。雕刻完的嘛呢石往往成堆摆放，数量之多，颇令人震撼。:247-250

#### 当代文学
当代藏族文学由两条线索发展而来，包括汉语/中文的创作和藏语/藏文的创作两部分。主要的体裁包括诗歌、散文和小说，其中小说的类型较丰富，成就也较高。
20世纪80年代起，藏族汉语小说创作迎来繁荣期，代表作家有益西单增、绛边嘉措、央珍等作家。在汉族文学“寻根”思潮和拉美魔幻现实主义的影响下，藏族汉语小说形成了自己的特色，其中又以扎西达娃和阿来成就较高。扎西达娃的《西藏，系在皮绳扣上的魂》曾获中国作协第八届全国优秀短篇小说奖。阿来描写康区藏族土司的《尘埃落定》曾获第五届茅盾文学奖。:235-239
藏族藏语小说同样从20世纪80年代其开始繁荣。一些小说带有传统特色，韵散结合，语言具有表现力。更多小说受到西方影响，使用散文体，语言力求通俗，重视塑造人物形象，刻画人物内心世界，反映普通人的现实生活。当代藏文长篇小说有《璁玉》《普通人家的岁月》《血染的雪峰》《骡帮的生涯》《斋苏府的秘闻》等。

#### 电影
藏族电影事业始于中华人民共和国成立后。1964年国庆节前夕，反映西藏农奴制度的电影《农奴》上映，引发强烈反响。这是中国在西藏拍摄的第一部故事片，也是第一部由藏族演员主演的电影。此后，更多的汉族导演开始关注藏区，拍摄了《盗马贼》《红河谷》等藏族题材的电影。但这些电影或采用汉语普通话配音，或由汉族演员出演。
2005年，万玛才旦拍摄了《静静的嘛呢石》，成为中国电影史上第一部藏族独立执导、反映藏族当代生活、藏族演员使用母语对白的“藏族本土电影”。之后，万玛才旦、松太加等人又拍摄了《寻找智美更登》《塔洛》《河》等电影。汉族导演张杨也拍摄了《皮绳上的魂》《冈仁波齐》等藏语电影。:290、291

### 体育游戏

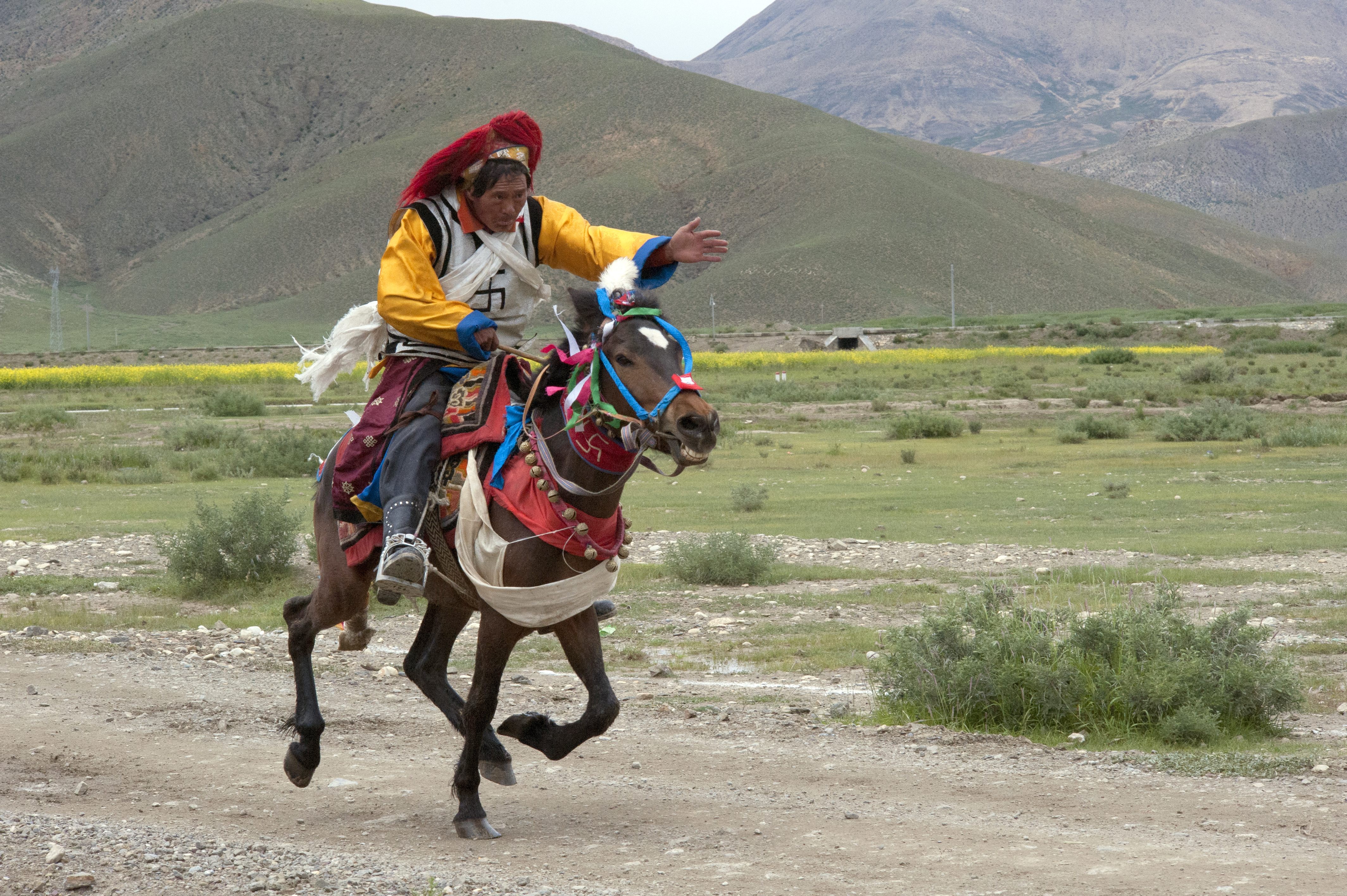
赛马

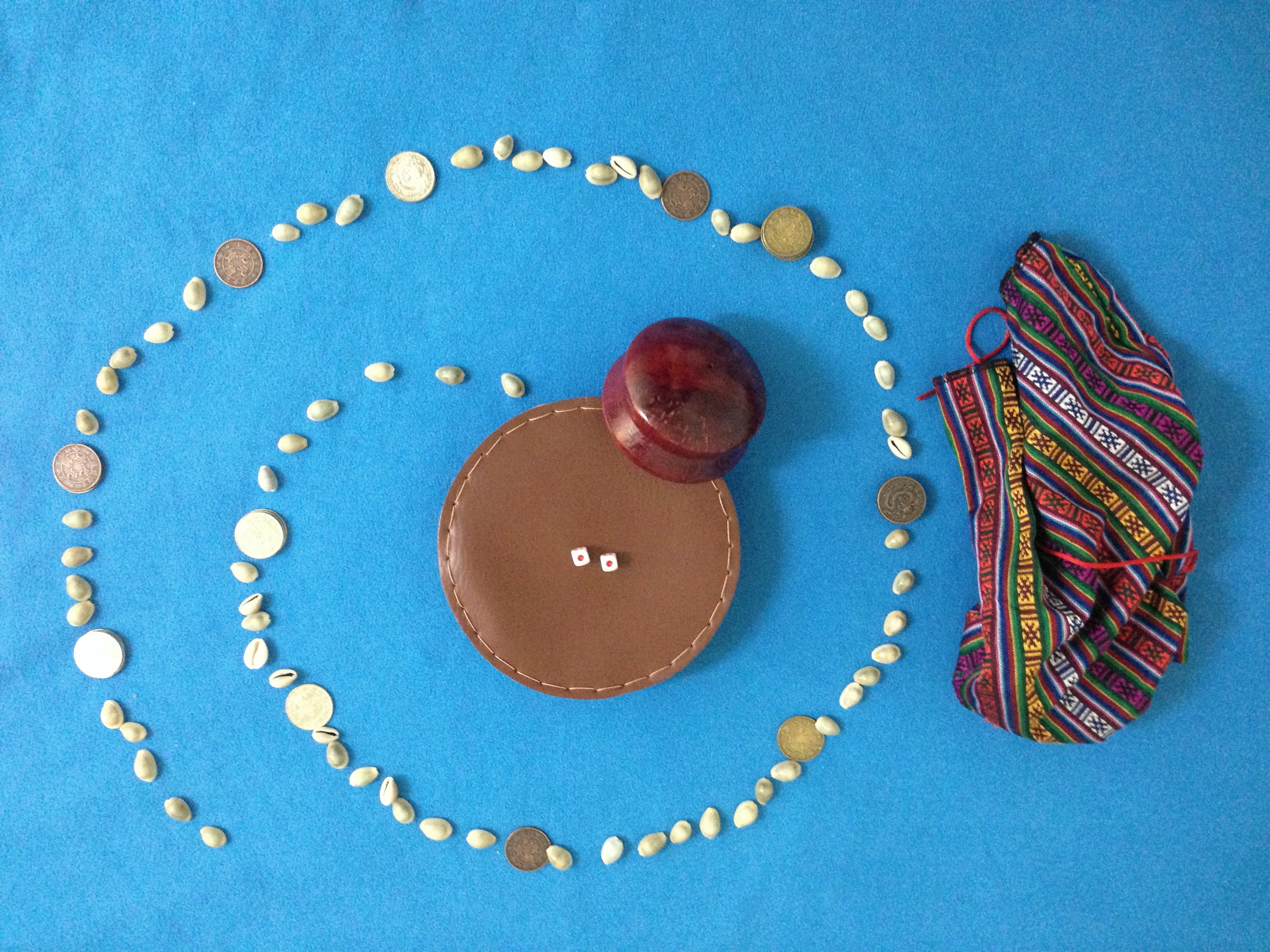
掷骰子游戏用具

赛马传统而盛行的竞技、娱乐体育活动。除了比赛速度外，还会考量骑姿的优美、马上动作的灵活等。藏族各地有许多赛马会，多在水草豐美的藏历六月至八月举行，是草原上难得的盛會。除馬匹，藏民也会騎乘牦牛比赛。牦牛不易驯服，有时会原地转圈，或把主人甩下身来，引发观众大笑，因而赛牦牛是一项趣味性和娱乐性很强的体育项目。
射箭也是藏族传统的体育项目。黄南藏族自治州尖扎县获国家体育总局授予“中国民族民俗射箭之乡”称号。:483藏族一种独特的射箭形式是射“碧秀”（响箭），即在箭头上开孔，箭离弦后会发出响亮的声音。
力量类体育竞技也在藏族中有广泛的群众基础。除了对抗性的摔跤之外，还有非对抗性的抱石头比赛。比赛前，先选取圆形、光滑的大石头，在上面抹上酥油以增加难度。比赛时，将石头举起，从胸前转到背上再转回胸前，然后将石头平稳置于地上。最终以石头的重量和动作完成度来确定胜者。
藏族民间广泛流行各种棋类游戏。藏族围棋类似围棋，采用17×17的棋盘，并保留座子制，开局时双方各有6枚棋子在棋盘上，执白先行。围王棋又称“二王棋”“虎羊争斗”等，属于虎棋，一方以吃光对方为目的，一方以围住对方为目的。掷骰子属于掷赛游戏，一般三人参与，每人9枚棋子，依据掷骰子的点数前进一定步数，以所有棋子先到达终点为胜。:285-293

## 民族关系
藏族与中原汉族长期以来有着密切的文化交流。松赞干布时期，唐朝与吐蕃之间开通了长安—西宁—唐古拉山口—那曲—拉萨的道路。此后，藏汉之间的经济、文化交流十分密切，汉族的陶瓷、丝绸、印刷等技术传入藏地，藏族则向汉地传输了大量宗教文献。
藏族与南亚次大陆的印度也有着密切来往。同样是松赞干布时期，吐蕃开辟了从拉萨至泥婆罗的道路，并通过泥婆罗与天竺来往。赤松德赞当政时，从印度迎请寂护和莲花生入藏弘教。印度传来的佛教给藏族的精神文化打上了深刻的烙印。藏文书写体系也深受梵文影响。
藏族通过藏传佛教，对周边地区的统治民族产生影响。元朝时的蒙古族上层，清朝时的满族上层，丽江地区的纳西族上层，都接受了藏传佛教信仰，生活、习俗、文化等也都发生了不同程度的交融。
藏族与青藏高原上的门巴族、珞巴族、夏尔巴人等民族长期共同生活，交流密切。六世达赖仓央嘉措就是出生于门隅的门巴族人。藏族用来记录藏语的藏文，也被不丹、锡金等地的人们用来记录自己的语言。
在甘青川滇藏交界处的藏彝走廊，分布着一些深受藏族影响的民族，大多在外使用藏语，在内使用本族语言，如嘉绒人、木雅人等，列為未识别民族，中华人民共和国政府將這些族群认定为藏族。:254、267-279